# Persone di nome Carlo
| Questa pagina contiene informazioni ricavate automaticamente dalle voci biografiche con l'ausilio del template Bio e di un bot. L'aggiornamento è periodico e automatico e ricostruisce completamente la pagina. Se manca una persona in questa lista, sei pregato di non aggiungerla, ma accertati piuttosto che la sua voce biografica contenga il template Bio e che i dati anagrafici siano correttamente compilati. Se il template Bio manca, inseriscilo tu stesso o, in alternativa, metti l'avviso {{tmp\|Bio}} che ne segnala la mancanza. Se i dati riportati sono sbagliati, correggi direttamente la voce biografica; le modifiche saranno visibili in questa lista entro pochi giorni. Per chiarimenti vedi il progetto antroponimi. La lista contiene solo le 2.722 persone che sono citate nell'enciclopedia e per le quali è stato implementato correttamente il template Bio. Pagina aggiornata al 6 ago 2025. |

Questa è una lista di persone presenti nell'enciclopedia che hanno il nome Carlo, suddivise per attività principale.

## Agronomi(3)
- Carlo Arnaudi, agronomo e politico italiano (Torino, n. 1899 - Milano, † 1970)
- Carlo Ridolfi, agronomo, politico e sociologo italiano (Firenze, n. 1858 - Firenze, † 1918)
- Carlo Rognoni, agronomo italiano (Vigatto, n. 1829 - Panocchia, † 1904)

## Allenatori di calcio(33)
- Carlo Achatzi, allenatore di calcio e calciatore austriaco (Vienna, n. 1894 - Vienna, † 1968)
- Carlo Ancelotti, allenatore di calcio e ex calciatore italiano (Reggiolo, n. 1959)
- Carlo Bresciani, allenatore di calcio e ex calciatore italiano (Forte dei Marmi, n. 1954)
- Carlo Caramelli, allenatore di calcio e ex calciatore italiano (Santa Croce sull'Arno, n. 1963)
- Carlo Carcano, allenatore di calcio e calciatore italiano (Varese, n. 1891 - Sanremo, † 1965)
- Carlo Cevenini, allenatore di calcio e calciatore italiano (Milano, n. 1901 - Roma, † 1965)
- Carlo Cornacchia, allenatore di calcio, dirigente sportivo e ex calciatore italiano (Altamura, n. 1965)
- Carlo Cudicini, allenatore di calcio e ex calciatore italiano (Milano, n. 1973)
- Carlo De Bernardi, allenatore di calcio e calciatore italiano (Busto Arsizio, n. 1952 - Casalpusterlengo, † 2009)
- Carlo Dell'Omodarme, allenatore di calcio e ex calciatore italiano (La Spezia, n. 1938)
- Carlo Della Corna, allenatore di calcio e calciatore italiano (Monza, n. 1952 - † 2018)
- Carlo Facchin, allenatore di calcio, calciatore e allenatore di calcio a 5 italiano (Portogruaro, n. 1938 - Roma, † 2022)
- Carlo Florimbi, allenatore di calcio italiano (Montorio al Vomano, n. 1947)
- Carlo Girometta, allenatore di calcio e calciatore italiano (Castel San Giovanni, n. 1913 - Castel San Giovanni, † 1989)
- Carlo Kaffenigg, allenatore di calcio e calciatore italiano (Trieste, n. 1917 - † 1992)
- Carlo Mantegazza, allenatore di calcio e calciatore italiano
- Carlo Matteucci, allenatore di calcio e calciatore italiano (Bologna, n. 1927 - Bologna, † 2016)
- Carlo Mazzone, allenatore di calcio italiano (Roma, n. 1937 - Ascoli Piceno, † 2023)
- Carlo Odorizzi, allenatore di calcio e ex calciatore italiano (Tuenno, n. 1954)
- Carlo Osellame, allenatore di calcio e ex calciatore italiano (Montebelluna, n. 1951)
- Carlo Parola, allenatore di calcio e calciatore italiano (Torino, n. 1921 - Torino, † 2000)
- Carlo Pascucci, allenatore di calcio e ex calciatore italiano (Roma, n. 1966)
- Carlo Perrone, allenatore di calcio, ex calciatore e ex giocatore di calcio a 5 italiano (Padova, n. 1960)
- Carlo Perrone, allenatore di calcio e ex calciatore italiano (Roma, n. 1960)
- Carlo Petrini, allenatore di calcio, calciatore e scrittore italiano (Monticiano, n. 1948 - Lucca, † 2012)
- Carlo Reguzzoni, allenatore di calcio e calciatore italiano (Busto Arsizio, n. 1908 - Busto Arsizio, † 1996)
- Carlo Ricchetti, allenatore di calcio e ex calciatore italiano (Foggia, n. 1970)
- Carlo Rigotti, allenatore di calcio e calciatore italiano (Trieste, n. 1906 - Arcore, † 1983)
- Carlo Ripari, allenatore di calcio e ex calciatore italiano (Civitanova Marche, n. 1942)
- Carlo Sabatini, allenatore di calcio italiano (Perugia, n. 1960)
- Carlo Sassarini, allenatore di calcio e ex calciatore italiano (Levanto, n. 1971)
- Carlo Weis, allenatore di calcio e ex calciatore lussemburghese (Lussemburgo, n. 1958)
- Carlo Zotti, allenatore di calcio e ex calciatore italiano (Benevento, n. 1982)

## Allenatori di pallacanestro(1)
- Carlo Di Giusto, allenatore di pallacanestro, ex cestista e atleta paralimpico italiano (Roma, n. 1955)

## Allenatori di pallavolo(1)
- Carlo Parisi, allenatore di pallavolo italiano (Catanzaro, n. 1960)

## Alpinisti(6)
- Carletto Alverà, alpinista, combinatista nordico e saltatore con gli sci italiano (Cortina d'Ampezzo, n. 1918 - Cortina d'Ampezzo, † 2010)
- Carlo Casati, alpinista e fondista italiano (Monza, n. 1929 - Monza, † 2007)
- Carlo Franchetti, alpinista e speleologo italiano (Vienna, n. 1896 - Vittorio Veneto, † 1953)
- Carlo Giorda, alpinista italiano (Sant'Ambrogio di Torino, n. 1946 - Grandes Jorasses, † 1985)
- Carlo Mauri, alpinista e esploratore italiano (Lecco, n. 1930 - Lecco, † 1982)
- Carlo Nembrini, alpinista italiano (Nembro, n. 1939 - Illimani, † 1973)

## Altisti(1)
- Carlo Thränhardt, ex altista tedesco (Bad Lauchstädt, n. 1957)

## Ambientalisti(1)
- Carlo Sabattini, ambientalista italiano (Mirandola, n. 1928 - Modena, † 1989)

## Ammiragli(16)
- Carlo Avallone, ammiraglio italiano (Torre Annunziata, n. 1850 - Roma, † 1926)
- Carlo Bergamini, ammiraglio italiano (San Felice sul Panaro, n. 1888 - al largo dell'Asinara, † 1943)
- Carlo Cattaneo, ammiraglio italiano (Sant'Anastasia, n. 1883 - Mar Mediterraneo, † 1941)
- Carlo Giartosio, ammiraglio italiano (Torino, n. 1892 - Costigliole Saluzzo, † 1955)
- Carlo Mirabello, ammiraglio italiano (Tortona, n. 1847 - Milano, † 1910)
- Carlo Orlandi, ammiraglio italiano (Pisa)
- Carlo Pellion di Persano, ammiraglio e politico italiano (Vercelli, n. 1806 - Torino, † 1883)
- Carlo Pignatti Morano di Custoza, ammiraglio e politico italiano (Modena, n. 1869 - Firenze, † 1944)
- Carlo Pisani, ammiraglio italiano (Venezia, n. 1655 - Venezia, † 1740)
- Carlo Alberto Quigini Puliga, ammiraglio e politico italiano (Casale Monferrato, n. 1840 - Camogli, † 1913)
- Carlo Alberto Racchia, ammiraglio e politico italiano (Torino, n. 1833 - La Spezia, † 1896)
- Carlo Rocca Rey, ammiraglio italiano (Arona, n. 1852 - Arona, † 1935)
- Carlo Turi, ammiraglio e politico italiano (Napoli, n. 1838 - La Spezia, † 1900)
- Carlo Vergara Caffarelli, ammiraglio italiano (Portici, n. 1877 - Roma, † 1966)
- Carlo Aurelio Widmann, ammiraglio italiano (Venezia, n. 1750 - Corfù, † 1798)
- Carlo Zen, ammiraglio italiano (Venezia, n. 1334 - Venezia, † 1418)

## Anarchici(3)
- Carlo Monticelli, anarchico, poeta e editore italiano (Monselice, n. 1857 - Roma, † 1913)
- Carlo Restelli, anarchico italiano (Rockland, n. 1880 - Porto Ceresio, † 1933)
- Carlo Vanza, anarchico svizzero (Biasca, n. 1901 - Biasca, † 1976)

## Animatori(2)
- Carlo Cossio, animatore e fumettista italiano (Udine, n. 1907 - Milano, † 1964)
- Carlo Vinci, animatore statunitense (New York, n. 1906 - Ventura, † 1993)

## Antifascisti(4)
- Carlo Andrei, antifascista, partigiano e politico italiano (Carrara, n. 1905 - Carrara, † 1994)
- Carlo Bianchi, antifascista italiano (Milano, n. 1912 - Carpi, † 1944)
- Carlo Rosselli, antifascista, giornalista e filosofo italiano (Roma, n. 1899 - Bagnoles-de-l'Orne, † 1937)
- Carlo Todros, antifascista e superstite dell'Olocausto italiano (Pantelleria, n. 1923 - Brescia, † 2002)

## Antropologi(3)
- Carlo Maxia, antropologo italiano (Roma, n. 1907 - Sassari, † 1996)
- Carlo Severi, antropologo italiano (n. 1952)
- Carlo Tullio-Altan, antropologo, sociologo e filosofo italiano (San Vito al Tagliamento, n. 1916 - Palmanova, † 2005)

## Arbitri di calcio(5)
- Carlo Dinelli, ex arbitro di calcio italiano (Capannori, n. 1956)
- Carlo Gambarotta, arbitro di calcio italiano (Genova, n. 1919 - Genova, † 2004)
- Carlo Garbieri, arbitro di calcio, dirigente sportivo e militare italiano (Genova, n. 1895 - Culqualber, † 1941)
- Carlo Longhi, ex arbitro di calcio italiano (Roma, n. 1944)
- Carlo Sguizzato, ex arbitro di calcio italiano (San Bonifacio, n. 1948)

## Arbitri di rugby a 15(1)
- Carlo Damasco, arbitro di rugby a 15 e ex rugbista a 15 italiano (Torre del Greco, n. 1972)

## Archeologi(7)
- Carlo Albizzati, archeologo e numismatico italiano (Milano, n. 1888 - Milano, † 1950)
- Carlo Anti, archeologo italiano (Villafranca di Verona, n. 1889 - Padova, † 1961)
- Carlo Fea, archeologo e collezionista d'arte italiano (Pigna, n. 1753 - Roma, † 1836)
- Carlo Gregorutti, archeologo e collezionista d'arte italiano (Rovigno, n. 1821 - Fiumicello, † 1898)
- Carlo Marchesetti, archeologo, paleontologo e botanico italiano (Trieste, n. 1850 - Trieste, † 1926)
- Carlo Pietrangeli, archeologo e museologo italiano (Roma, n. 1912 - Roma, † 1995)
- Carlo Ludovico Visconti, archeologo italiano (Roma, n. 1818 - Roma, † 1894)

## Arcivescovi(1)
- Carlo d'Aquitania, arcivescovo franco (Magonza, † 863)

## Arcivescovi cattolici(31)
- Carlo Francesco Airoldi, arcivescovo cattolico, diplomatico e nobile italiano (Milano, n. 1637 - Milano, † 1683)
- Carlo Ambrogio d'Austria-Este, arcivescovo cattolico italiano (Milano, n. 1785 - Tata, † 1809)
- Carlo Baldini, arcivescovo cattolico e teologo italiano (Nocera dei Pagani, n. 1530 - Sorrento, † 1598)
- Carlo Berlingeri, arcivescovo cattolico italiano (Crotone, n. 1643 - Santa Severina, † 1719)
- Carlo Bertuzzi, arcivescovo cattolico italiano (Cento, n. 1826 - Foligno, † 1914)
- Carlo III di Borbone, arcivescovo cattolico francese (n. 1554 - Marmoutier, † 1610)
- Carlo Broglia, arcivescovo cattolico italiano (Chieri, n. 1552 - Torino, † 1617)
- Carlo Luigi Buronzo del Signore, arcivescovo cattolico italiano (Vercelli, n. 1731 - Vercelli, † 1806)
- Carlo Giuseppe di Lorena, arcivescovo cattolico tedesco (Vienna, n. 1680 - Vienna, † 1715)
- Carlo da Forlì, arcivescovo cattolico italiano (Forlì - Milano, † 1461)
- Carlo Castelli, arcivescovo cattolico italiano (Gorla Minore, n. 1863 - Fermo, † 1933)
- Carlo Giuseppe Cecchini, arcivescovo cattolico italiano (Bagni di Lucca, n. 1853 - Taranto, † 1916)
- Carlo Maria Cernelli, arcivescovo cattolico italiano (Napoli, n. 1759 - Chieti, † 1837)
- Carlo Antonio Dal Pozzo, arcivescovo cattolico e giurista italiano (Biella, n. 1547 - Seravezza, † 1607)
- Carlo De Ferrari, arcivescovo cattolico italiano (Prato allo Stelvio, n. 1885 - Trento, † 1962)
- Carlo Ghidelli, arcivescovo cattolico e biblista italiano (Offanengo, n. 1934)
- Carlo Gregorio Maria Grasso, arcivescovo cattolico italiano (Genova, n. 1869 - Salerno, † 1929)
- Carlo Labia, arcivescovo cattolico italiano (Venezia - Rovigo, † 1701)
- Carlo Liberati, arcivescovo cattolico italiano (Matelica, n. 1937)
- Carlo Loffredo, arcivescovo cattolico italiano (Cardito, n. 1635 - Capua, † 1701)
- Carlo Maccari, arcivescovo cattolico italiano (Parrano, n. 1913 - † 1997)
- Carlo Margotti, arcivescovo cattolico italiano (Alfonsine, n. 1891 - Gorizia, † 1951)
- Carlo Martini, arcivescovo cattolico italiano (Cadeo, n. 1913 - Piacenza, † 1986)
- Carlo Giuseppe Benedetto Mercy d'Argenteau, arcivescovo cattolico e diplomatico belga (Liegi, n. 1787 - Liegi, † 1879)
- Carlo Pietropaoli, arcivescovo cattolico italiano (Rocca di Cambio, n. 1857 - Roma, † 1922)
- Carlo Maria Polvani, arcivescovo cattolico e teologo italiano (Milano, n. 1965)
- Carlo Puoti, arcivescovo cattolico italiano (Napoli, n. 1763 - Cerreto Sannita, † 1848)
- Carlo Roberto Maria Redaelli, arcivescovo cattolico italiano (Milano, n. 1956)
- Carlo Bartolomeo Romilli, arcivescovo cattolico italiano (Bergamo, n. 1794 - Milano, † 1859)
- Carlo Emanuele Sardagna de Hohenstein, arcivescovo cattolico italiano (Trento, n. 1772 - Cremona, † 1840)
- Carlo Zen, arcivescovo cattolico e diplomatico italiano (Venezia, n. 1772 - Roma, † 1825)

## Artigiani(3)
- Carlo Gibertoni, artigiano italiano (Carpi, n. 1635)
- Carlo Plato, artigiano italiano
- Carlo Emanuele Quezel, artigiano e patriota italiano (Genova, n. 1837 - Sorrento, † 1871)

## Artisti(4)
- Carlo Ceci, artista italiano (Chiaravalle, n. 1917 - Chiaravalle, † 2013)
- Carlo Maria Colombo, artista e artigiano italiano (Milano - Milano)
- Carlo Rizzarda, artista italiano (Feltre, n. 1883 - Feltre, † 1931)
- Carlo Vincenti, artista e poeta italiano (Viterbo, n. 1946 - Viterbo, † 1978)

## Artisti marziali(1)
- Carlo Alberto Pari, artista marziale italiano (Fano, n. 1956)

## Artisti marziali misti(1)
- Carlo Pedersoli Jr., artista marziale misto italiano (Miami, n. 1993)

## Assassini seriali(1)
- Carlo Panfilla, serial killer italiano (Lusciano, n. 1945)

## Astronomi(2)
- Carlo Brioschi, astronomo e geodeta italiano (Milano, n. 1781 - Napoli, † 1833)
- Carlo Antonio Manzini, astronomo e matematico italiano (Bologna, n. 1600 - † 1677)

## Atleti paralimpici(1)
- Carlo Durante, atleta paralimpico italiano (Volpago del Montello, n. 1946 - Nervesa della Battaglia, † 2020)

## Attivisti(1)
- Carlo Giuliani, attivista italiano (Roma, n. 1978 - Genova, † 2001)

## Attori teatrali(6)
- Carlo Battaglia, attore teatrale italiano (Milano - Venezia)
- Carlo Bertinazzi, attore teatrale italiano (Torino, n. 1710 - Parigi, † 1783)
- Carlo Cantù, attore teatrale italiano (n. 1609 - † 1676)
- Carlo Coralli, attore teatrale italiano (Bologna - Bologna)
- Carlo Montagna, attore teatrale italiano (Trento, n. 1936 - Povo, † 2015)
- Carlo Rosaspina, attore teatrale italiano (Vercelli, n. 1853 - Roma, † 1929)

## Autori di giochi(1)
- Carlo Emanuele Lanzavecchia, autore di giochi italiano (Torino, n. 1983)

## Autori televisivi(4)
- Carlo Freccero, autore televisivo, dirigente d'azienda e critico televisivo italiano (Savona, n. 1947)
- Carlo Negri, autore televisivo, drammaturgo e scrittore italiano (Sesto San Giovanni, n. 1974)
- Carlo Sacchetti, autore televisivo e conduttore televisivo italiano (Fara in Sabina, n. 1960)
- Carlo Sartori, autore televisivo, dirigente d'azienda e critico televisivo italiano (Castel del Piano, n. 1946 - Roma, † 2012)

## Aviatori(9)
- Carlo Adamoli, aviatore, inventore e imprenditore italiano (Bellano, n. 1894 - Castano Primo, † 1942)
- Carlo Bertozzi, aviatore e imprenditore italiano (Colorno, n. 1896 - Parma, † 1962)
- Carlo Emanuele Buscaglia, aviatore italiano (Novara, n. 1915 - Napoli, † 1944)
- Carlo Copello, aviatore e militare italiano (Milano, n. 1918 - Gorizia, † 2003)
- Carlo Daviso di Charvensod, aviatore e ammiraglio italiano (Pinerolo, n. 1890 - Fossano, † 1975)
- Carlo Faggioni, aviatore italiano (Carrara, n. 1915 - Anzio, † 1944)
- Carlo Marchetto, aviatore e militare italiano (Legnago, n. 1919 - Novomoskovsk, † 1941)
- Carlo Romagnoli, aviatore e militare italiano (Napoli, n. 1905 - Malta, † 1941)
- Carlo Schmid, aviatore svizzero (Thalwil, n. 1990)

## Avvocati(44)
- Carlo Altobelli, avvocato e politico italiano (San Vito Chietino, n. 1857 - Napoli, † 1917)
- Carlo Ardizzoni, avvocato, politico e editore italiano (Catania, n. 1884 - Catania, † 1945)
- Carlo Aventi, avvocato e politico italiano (Roncofreddo, n. 1852 - Forlì, † 1909)
- Carlo Baravalle, avvocato, fotografo e botanico italiano (Volpedo, n. 1888 - Torino, † 1958)
- Carlo Bassano, avvocato e politico italiano (Napoli, n. 1884 - Losanna, † 1947)
- Carlo Battaglini, avvocato e politico svizzero (Cagiallo, n. 1812 - Lugano, † 1888)
- Carlo Beni, avvocato, naturalista e politico italiano (Stia, n. 1849 - Firenze, † 1932)
- Carlo Bergamaschi, avvocato e politico italiano (Pontecorvo, n. 1891 - † 1969)
- Carlo Bianco, avvocato, filosofo e letterato italiano (Cervinara, n. 1911 - Cervinara, † 2010)
- Carlo Maria Buonaparte, avvocato, generale e politico italiano (Ajaccio, n. 1746 - Montpellier, † 1785)
- Carlo Bonardi, avvocato, politico e saggista italiano (Brescia, n. 1877 - Brescia, † 1957)
- Carlo Bresciani, avvocato, giornalista e politico italiano (Brescia, n. 1876 - Brescia, † 1962)
- Carlo Buttafochi, avvocato e politico italiano (Poggio Rusco, n. 1882 - Mantova, † 1962)
- Carlo Buttini, avvocato e politico italiano (Saluzzo, n. 1842 - Saluzzo, † 1901)
- Carlo Caldera, avvocato e politico italiano (Verona, n. 1891 - † 1956)
- Carlo Bocchi, avvocato, giudice e politico italiano (Adria, n. 1752 - Adria, † 1838)
- Carlo Celano, avvocato, letterato e religioso italiano (Napoli, n. 1625 - Napoli, † 1693)
- Carlo Centurione Scotto, avvocato e politico italiano (Genova, n. 1877 - Alassio, † 1958)
- Carlo Cerruti, avvocato e politico italiano (Novara, n. 1840 - Novara, † 1904)
- Carlo d'Amelio, avvocato italiano (Napoli, n. 1902 - Roma, † 1996)
- Carlo Del Re, avvocato italiano (Codroipo, n. 1901 - Roma, † 1978)
- Carlo Donati, avvocato e politico italiano (Lonigo, n. 1859 - Lonigo, † 1908)
- Carlo Fabri, avvocato e politico italiano (Piacenza, n. 1866 - Piacenza, † 1951)
- Carlo Folino, avvocato italiano (Catanzaro, n. 1813 - Catanzaro)
- Carlo Gallini, avvocato e politico italiano (Finale Emilia, n. 1848 - Roma, † 1927)
- Carlo Giovanni Battista Grillo, avvocato, magistrato e politico italiano (Serravalle Scrivia, n. 1780 - Stazzano, † 1852)
- Carlo Federico Grosso, avvocato e giurista italiano (Torino, n. 1937 - Torino, † 2019)
- Carlo Leone, avvocato e politico italiano (Pomigliano d'Arco, n. 1910)
- Carlo Massei, avvocato, storico e politico italiano (Lucca, n. 1793 - Lucca, † 1881)
- Carlo Pesce, avvocato, storico e poeta italiano (Lagonegro, n. 1860 - Lagonegro, † 1943)
- Carlo Pezzani, avvocato e politico italiano (Voghera, n. 1801 - Voghera, † 1867)
- Carlo Piana, avvocato italiano (Omegna, n. 1968)
- Carlo Podrecca, avvocato e storico italiano (Cividale del Friuli, n. 1839 - Roma, † 1916)
- Carlo Pulcrano, avvocato, prefetto e politico italiano (Acerra, n. 1818 - Acerra, † 1901)
- Carlo Rienzi, avvocato italiano (Salerno, n. 1946)
- Carlo Romussi, avvocato, giornalista e politico italiano (Milano, n. 1847 - Milano, † 1913)
- Carlo Santucci, avvocato e politico italiano (Velletri, n. 1849 - Roma, † 1932)
- Carlo Scialoja, avvocato, politico e giornalista italiano (Roma, n. 1886 - Roma, † 1947)
- Carlo Scotti, avvocato e politico italiano (Lodi, n. 1863 - Roma, † 1940)
- Carlo Taormina, avvocato, politico e giurista italiano (Roma, n. 1940)
- Carlo Tiengo, avvocato e prefetto italiano (Adria, n. 1892 - Paullo, † 1945)
- Carlo Tranfo, avvocato e politico italiano (Tropea, n. 1831 - Tropea, † 1908)
- Carlo Turano, avvocato e politico italiano (Crotone, n. 1864 - Crotone, † 1926)
- Carlo Alberto Viterbo, avvocato, giornalista e saggista italiano (Firenze, n. 1889 - Roma, † 1974)

## Banchieri(5)
- Carlo Bombrini, banchiere, imprenditore e politico italiano (Genova, n. 1804 - Roma, † 1882)
- Alessandro Canesi, banchiere italiano (Milano)
- Carlo Fenzi, banchiere e politico italiano (Firenze, n. 1823 - Firenze, † 1881)
- Carlo Messina, banchiere e dirigente d'azienda italiano (Roma, n. 1962)
- Carlo Salvatori, banchiere e dirigente d'azienda italiano (Sora, n. 1941)

## Baritoni(4)
- Carlo Galeffi, baritono italiano (Malamocco, n. 1884 - Roma, † 1961)
- Carlo Meliciani, baritono italiano (Arezzo, n. 1929 - Empoli, † 2022)
- Carlo Morelli, baritono cileno (Valparaíso, n. 1897 - Città del Messico, † 1970)
- Carlo Tagliabue, baritono italiano (Mariano Comense, n. 1898 - Monza, † 1978)

## Bassi(3)
- Carlo Colombara, basso italiano (Bologna, n. 1964)
- Carlo Lepore, basso italiano (Napoli, n. 1964)
- Carlo Zardo, basso italiano (Mussolente, n. 1937 - Milano, † 2017)

## Beati(1)
- Carlo Acutis, beato italiano (Londra, n. 1991 - Monza, † 2006)

## Bibliografi(1)
- Carlo Morbio, bibliografo, storico e numismatico italiano (Novara, n. 1811 - Milano, † 1881)

## Bibliotecari(5)
- Carlo Federici, bibliotecario italiano (Roma, n. 1948)
- Carlo Frati, bibliotecario italiano (Bologna, n. 1863 - Bologna, † 1930)
- Carlo Mascaretti, bibliotecario, scrittore e giornalista italiano (Pianello Val Tidone, n. 1855 - Roma, † 1928)
- Carlo Padiglione, bibliotecario, storico e araldista italiano (Palermo, n. 1827 - Napoli, † 1921)
- Carlo Revelli, bibliotecario, archivista e paleografo italiano (Torino, n. 1926 - Torino, † 2020)

## Biblisti(1)
- Carlo Enzo, biblista e filosofo italiano (Burano, n. 1927 - Venezia, † 2019)

## Biologi(1)
- Carlo Alberto Redi, biologo e saggista italiano (Pavia, n. 1949)

## Bobbisti(5)
- Carlo Da Prà, bobbista italiano (Lozzo di Cadore, n. 1931 - † 1993)
- Carlo Dimai, bobbista italiano (Cortina d'Ampezzo, n. 1935 - Cortina d'Ampezzo, † 2018)
- Carlo Gandini, ex bobbista e alpinista italiano (Cortina d'Ampezzo, n. 1939)
- Carlo Solveni, bobbista italiano (Venezia, n. 1897 - Como, † 1983)
- Carlo Valdes, bobbista statunitense (Newport Beach, n. 1990)

## Botanici(6)
- Carlo Allioni, botanico e medico italiano (Torino, n. 1728 - Torino, † 1804)
- Carlo Saverio Belli, botanico e micologo italiano (Domodossola, n. 1852 - Torino, † 1919)
- Carlo Cappelletti, botanico e docente italiano (Verona, n. 1900 - Monteforte d'Alpone, † 1990)
- Carlo Morici, botanico italiano (Messina, n. 1974)
- Carlo Luigi Spegazzini, botanico e micologo italiano (Bairo, n. 1858 - La Plata, † 1926)
- Carlo Vittadini, botanico e micologo italiano (San Donato Milanese, n. 1800 - Milano, † 1865)

## Cabarettisti(1)
- Carlo Denei, cabarettista, autore televisivo e cantautore italiano (Genova, n. 1957)

## Canoisti(2)
- Carlo Mercati, canoista italiano (Città di Castello, n. 1976)
- Carlo Tacchini, canoista italiano (Verbania, n. 1995)

## Canottieri(3)
- Carlo Grande, canottiere italiano (Siracusa, n. 1974)
- Carlo Mornati, ex canottiere italiano (Lecco, n. 1972)
- Carlo Toniatti, canottiere italiano (Zara, n. 1892 - † 1968)

## Cantanti(5)
- Carlo Buti, cantante e attore italiano (Firenze, n. 1902 - Montelupo Fiorentino, † 1963)
- Charlie, cantante, musicista e produttore discografico italiano (Roma, n. 1964)
- Carlo Marrale, cantante, chitarrista e compositore italiano (Genova, n. 1952)
- Carlos Peña, cantante e compositore guatemalteco (Città del Guatemala, n. 1988)
- Carlo Pierangeli, cantante e attore italiano (Casale Monferrato, n. 1928 - Torino, † 2008)

## Cantanti lirici(1)
- Carlo Cigni, cantante lirico italiano (Livorno, n. 1966)

## Cantautori(9)
- Carl Brave, cantautore, rapper e produttore discografico italiano (Roma, n. 1989)
- Carlo D'Angiò, cantautore italiano (Napoli, n. 1946 - Napoli, † 2016)
- Carlo Faiello, cantautore, compositore e musicologo italiano (Napoli, n. 1958)
- Carlo Fava, cantautore e attore italiano (Milano, n. 1965)
- Carlo Gigli, cantautore italiano (Roma, n. 1951)
- Io, Carlo, cantautore e produttore discografico italiano (Hanau, n. 1971)
- Carlo Muratori, cantautore e musicista italiano (Belvedere di Siracusa, n. 1954)
- Carlo Pestelli, cantautore, scrittore e musicista italiano (Torino, n. 1973)
- D.D. Verni, cantautore, bassista e compositore statunitense (New Jersey, n. 1961)

## Cardiochirurghi(1)
- Carlo Marcelletti, cardiochirurgo italiano (Moie, n. 1944 - Roma, † 2009)

## Cartografi(1)
- Carlo Decandia, cartografo, generale e politico italiano (Cagliari, n. 1803 - Cagliari, † 1862)

## Cavalieri(1)
- Carlo Asinari, cavaliere italiano (Torino, n. 1884 - Roma, † 1953)

## Ceramisti(2)
- Carlo Antonio Grue, ceramista italiano (Castelli, n. 1655 - Castelli, † 1723)
- Carlo Zauli, ceramista e scultore italiano (Faenza, n. 1926 - Faenza, † 2002)

## Cestisti(12)
- Carlo Andreoli, cestista, altista e triplista italiano
- Carlo Bertini, ex cestista italiano (Padova, n. 1949)
- Carlo Caglieris, ex cestista italiano (Brescia, n. 1951)
- Carlo Canevini, cestista italiano (Milano, n. 1902 - Milano, † 1968)
- Carlo Cantone, cestista italiano (Napoli, n. 1985)
- Carlo Cerioni, cestista e allenatore di pallacanestro italiano (Roma, n. 1925 - Roma, † 2009)
- Carlo Della Valle, ex cestista italiano (Alba, n. 1962)
- Carlo Fabbricatore, ex cestista italiano (Gorizia, n. 1958)
- Carlo Fumagalli, cestista italiano (Milano, n. 1996)
- Carlo Negroni, cestista italiano (Bologna, n. 1925 - Castel San Pietro Terme, † 2024)
- Carlo Recalcati, ex cestista e allenatore di pallacanestro italiano (Milano, n. 1945)
- Carlo Wilm, cestista francese (Strasburgo, n. 1950 - Strasburgo, † 2018)

## Chimici(3)
- Carlo Apostolo, chimico italiano (Bellinzago Novarese, n. 1881 - † 1934)
- Carlo La Rotonda, chimico e agronomo italiano (Bovino, n. 1897 - Napoli, † 1966)
- Carlo Lodovico Morozzo, chimico e naturalista italiano (Torino, n. 1743 - Collegno, † 1804)

## Chirurghi(4)
- Carlo Burci, chirurgo italiano (Firenze, n. 1813 - Firenze, † 1875)
- Carlo Massarenti, chirurgo e ginecologo italiano (Bologna, n. 1815 - Bologna, † 1907)
- Carlo Molino, chirurgo e oncologo italiano (Pollena Trocchia, n. 1959)
- Carlo Regnoli, chirurgo, paleontologo e patriota italiano (Pisa, n. 1838 - Pisa, † 1873)

## Chitarristi(8)
- Carlo Carfagna, chitarrista, compositore e musicologo italiano (Guarcino, n. 1940)
- Carlo De Bei, chitarrista, cantante e compositore italiano (Chioggia, n. 1967)
- Carlo Domeniconi, chitarrista e compositore italiano (Cesena, n. 1947)
- Carlo Pasceri, chitarrista e compositore italiano (Roma, n. 1964)
- Carlo Pennisi, chitarrista, produttore discografico e arrangiatore italiano (Acireale, n. 1949)
- Carlo Pes, chitarrista, compositore e arrangiatore italiano (Cagliari, n. 1927 - Roma, † 1995)
- Olaf Thorsen, chitarrista italiano (Viareggio, n. 1971)
- Carlo Zannetti, chitarrista, cantautore e scrittore italiano (Ferrara, n. 1960)

## Ciclisti su strada(22)
- Carlo Azzini, ciclista su strada italiano (Soresina, n. 1935 - Soresina, † 2020)
- Carlo Bomans, ex ciclista su strada belga (Bree, n. 1963)
- Carlo Bonfanti, ciclista su strada italiano (Crema, n. 1913 - Crema, † 2001)
- Carlo Braida, ciclista su strada italiano (Udine, n. 1868 - San Vito al Tagliamento, † 1929)
- Carlo Brugnami, ciclista su strada italiano (Corciano, n. 1938 - Corciano, † 2018)
- Carlo Chiappano, ciclista su strada e dirigente sportivo italiano (Varzi, n. 1941 - Casei Gerola, † 1982)
- Carlo Clerici, ciclista su strada svizzero (Zurigo, n. 1929 - Zurigo, † 2007)
- Carlo Dani, ciclista su strada, pistard e tenore italiano (Firenze, n. 1873 - Firenze, † 1944)
- Carlo Durando, ciclista su strada italiano (Torino, n. 1887 - Pradleves, † 1969)
- Carlo Finco, ex ciclista su strada italiano (Curtarolo, n. 1968)
- Carlo Galetti, ciclista su strada e pistard italiano (Corsico, n. 1882 - Milano, † 1949)
- Carlo Gambacurta, ciclista su strada italiano (Roma, n. 1912 - Roma, † 2001)
- Carlo Moretti, ciclista su strada italiano (Santa Maria Rossa, n. 1908 - Garbagnate Milanese, † 1952)
- Carlo Nicolo, ex ciclista su strada italiano (Muzzano, n. 1932)
- Carlo Oriani, ciclista su strada italiano (Balsamo, n. 1888 - Caserta, † 1917)
- Carlo Rancati, ciclista su strada e pistard italiano (Milano, n. 1940 - † 2012)
- Carlo Rebella, ciclista su strada italiano (Altare, n. 1920 - Quiliano, † 2002)
- Carlo Ricci Gariboldi, ciclista su strada italiano (Milano - † 1877)
- Carlo Romanatti, ciclista su strada italiano (Bulgarograsso, n. 1910 - Brescia, † 1975)
- Carlo Rovida, ciclista su strada italiano (Milano, n. 1905 - † 1968)
- Carlo Scognamiglio, ex ciclista su strada italiano (Seriate, n. 1983)
- Carlo Zorzoli, ciclista su strada italiano (Casoni di Sant'Albino, n. 1933 - Casoni di Sant'Albino, † 2017)

## Collezionisti d'arte(1)
- Carlo Piancastelli, collezionista d'arte e bibliografo italiano (Imola, n. 1867 - Roma, † 1938)

## Comici(1)
- Carlo Frisi, comico, imitatore e cabarettista italiano (Rimini, n. 1966)

## Compositori(47)
- Carlo Angeloni, compositore italiano (Lucca, n. 1834 - Lucca, † 1901)
- Carlo Agostino Badia, compositore italiano (Venezia, n. 1672 - Vienna, † 1738)
- Carlo Ercole Bosoni, compositore e direttore d'orchestra italiano (Borgonovo Val Tidone, n. 1826 - Parigi, † 1887)
- Carlo Canobbio, compositore e violinista italiano (Venezia, n. 1741 - San Pietroburgo, † 1822)
- Carlo Adolfo Cantù, compositore italiano (n. 1875 - Torino, † 1942)
- Carlo Carcano, compositore, arrangiatore e produttore discografico italiano (Como, n. 1970)
- Carlo Carignani, compositore e direttore d'orchestra italiano (Lucca, n. 1857 - Milano, † 1919)
- Carlo Clausetti, compositore, regista e librettista italiano (Napoli, n. 1869 - Fano, † 1943)
- Carlo Cecere, compositore e musicista italiano (Grottole, n. 1706 - Napoli, † 1761)
- Carlo Francesco Cesarini, compositore italiano (San Martino al Cimino - Roma, † 1741)
- Carlo Coccia, compositore italiano (Napoli, n. 1782 - Novara, † 1873)
- Carlo Concina, compositore, direttore d'orchestra e paroliere italiano (Confienza, n. 1900 - Confienza, † 1968)
- Carlo Conti, compositore italiano (Arpino, n. 1796 - Napoli, † 1868)
- Carlo Crivelli, compositore italiano (Roma, n. 1953)
- Carlo Donida, compositore e pianista italiano (Milano, n. 1920 - Porto Valtravaglia, † 1998)
- Carlo Ferrini, compositore italiano
- Carlo Forlivesi, compositore, musicista e musicologo italiano (Faenza, n. 1971)
- Carlo Giorgio Garofalo, compositore, direttore d'orchestra e organista italiano (Roma, n. 1886 - Roma, † 1962)
- Carlo Gesualdo, compositore italiano (Venosa, n. 1566 - Gesualdo, † 1613)
- Carlo Grossi, compositore italiano (Vicenza - Venezia, † 1688)
- Carlo Grua, compositore e direttore d'orchestra italiano (Milano - Mannheim, † 1773)
- Carlo Jachino, compositore italiano (San Remo, n. 1887 - Roma, † 1971)
- Carlo Alessandro Landini, compositore, saggista e poeta italiano (Milano, n. 1954)
- Carlo Lapini, compositore italiano (Siena, n. 1724 - Siena, † 1802)
- Carlo Lombardo, compositore e librettista italiano (Napoli, n. 1869 - Milano, † 1959)
- Carlo Milanuzzi, compositore, organista e presbitero italiano (Esanatoglia)
- Carlo Monza, compositore e organista italiano (Milano, n. 1735 - Milano, † 1801)
- Carlo Alfredo Mussinelli, compositore italiano (La Spezia, n. 1871 - La Spezia, † 1955)
- Carlo Pallavicino, compositore italiano (Salò, n. 1630 - Dresda, † 1688)
- Carlo Enrico Pasta, compositore italiano (Milano, n. 1817 - Milano, † 1898)
- Carlo Pedini, compositore italiano (Perugia, n. 1956)
- Carlo Pedrotti, compositore e direttore d'orchestra italiano (Verona, n. 1817 - Verona, † 1893)
- Carlo Luigi Pietragrua, compositore italiano (Firenze, n. 1665 - Venezia, † 1726)
- Carlo Pinelli, compositore italiano (Alpignano, n. 1911 - Torino, † 2004)
- Carlo Pirola, compositore italiano (Lissone, n. 1945)
- Carlo Alberto Pizzini, compositore italiano (Roma, n. 1905 - Roma, † 1981)
- Carlo Francesco Pollarolo, compositore e organista italiano (forse Brescia - Venezia, † 1723)
- Carlo Prosperi, compositore italiano (Firenze, n. 1921 - † 1990)
- Carlo Alberto Rossi, compositore, editore e produttore discografico italiano (Rimini, n. 1921 - Milano, † 2010)
- Carlo Ubaldo Rossi, compositore, arrangiatore e produttore discografico italiano (Monaco di Baviera, n. 1958 - Moncalieri, † 2015)
- Carlo Rustichelli, compositore italiano (Carpi, n. 1916 - Roma, † 2004)
- Carlo Florindo Semini, compositore e insegnante svizzero (Russo, n. 1914 - Lugano, † 2004)
- Carlo Evasio Soliva, compositore e musicista svizzero (Casale Monferrato, n. 1791 - Parigi, † 1853)
- Carlo Giovanni Testori, compositore e violinista italiano (Vercelli, n. 1714 - Vercelli, † 1782)
- Carlo Zuccari, compositore e violinista italiano (Casalmaggiore, n. 1704 - Casalmaggiore, † 1792)
- Carlo Franchi, compositore italiano
- Carlo de Incontrera, compositore e musicologo italiano (Trieste, n. 1937)

## Condottieri(10)
- Carlo Birago, condottiero italiano (Milano - † 1591)
- Carlo III di Borbone-Montpensier, condottiero francese (Montpensier, n. 1490 - Roma, † 1527)
- Carlo II d'Alençon, condottiero francese (n. 1297 - Crécy-en-Ponthieu, † 1346)
- Carlo Gonzaga, condottiero italiano (n. 1523 - Gazzuolo, † 1555)
- Carlo I Malatesta, condottiero italiano (n. 1368 - Longiano, † 1429)
- Carlo IV Malatesta, condottiero italiano (n. 1480 - Cadore, † 1508)
- Carlo V Malatesta, condottiero italiano (Mantova, † 1544)
- Carlo Felice Malatesta, condottiero italiano (Roma, n. 1567 - Roma, † 1634)
- Carlo Orsini di Gentile Virginio, condottiero italiano (Montereale, † 1502)
- Carlo da Fogliano, condottiero italiano (Reggio Emilia)

## Conduttori radiofonici(4)
- Charlie Gnocchi, conduttore radiofonico, personaggio televisivo e pittore italiano (Fidenza, n. 1963)
- Carlo Mancini, conduttore radiofonico italiano (Roma, n. 1954)
- Carlo Nicoletti, conduttore radiofonico italiano (Firenze, n. 1980)
- Carlo Taranto, conduttore radiofonico italiano (Milano, n. 1961)

## Conduttori televisivi(2)
- Carlo Conti, conduttore televisivo, conduttore radiofonico e autore televisivo italiano (Firenze, n. 1961)
- Carlo von Tiedemann, conduttore televisivo tedesco (Stargard, n. 1943 - Amburgo, † 2025)

## Contrabbassisti(1)
- Carlo Loffredo, contrabbassista italiano (Roma, n. 1924 - Roma, † 2018)

## Contraltisti(1)
- Carlo Vistoli, contraltista italiano (Lugo, n. 1987)

## Cornisti(1)
- Carlo Agresti, cornista italiano (Castellabate - Roma, † 2010)

## Costituzionalisti(3)
- Carlo Chimenti, costituzionalista italiano (Bologna, n. 1930 - Roma, † 2017)
- Carlo Fusaro, costituzionalista e politico italiano (Basilea, n. 1950)
- Carlo Mezzanotte, costituzionalista italiano (Modena, n. 1942 - Gaeta, † 2008)

## Costumisti(2)
- Carlo Diappi, costumista italiano (n. 1948 - Milano, † 2025)
- Carlo Poggioli, costumista italiano (Torre del Greco, n. 1959)

## Critici d'arte(1)
- Carlo Bozzi, critico d'arte e pittore italiano (Milano, n. 1860 - Tremezzina, † 1943)

## Critici letterari(10)
- Carlo Antognini, critico letterario, critico d'arte e editore italiano (Ancona, n. 1937 - Ancona, † 1977)
- Carlo Calcaterra, critico letterario italiano (Premia, n. 1884 - Santa Maria Maggiore, † 1952)
- Carlo Cordié, critico letterario italiano (Gazzada Schianno, n. 1910 - Firenze, † 2002)
- Carlo Dionisotti, critico letterario, filologo e storico della letteratura italiano (Torino, n. 1908 - Londra, † 1998)
- Carlo Grabher, critico letterario e traduttore italiano (Terni, n. 1897 - Firenze, † 1968)
- Carlo Izzo, critico letterario, anglista e traduttore italiano (Venezia, n. 1901 - Bologna, † 1979)
- Carlo Martini, critico letterario e poeta italiano (Milano, n. 1908 - † 1978)
- Carlo Muscetta, critico letterario, poeta e antifascista italiano (Avellino, n. 1912 - Aci Trezza, † 2004)
- Carlo Pagetti, critico letterario e anglista italiano (Codogno, n. 1945)
- Carlo Pellegrini, critico letterario e filologo italiano (Viareggio, n. 1889 - Firenze, † 1985)

## Cuochi(1)
- Carlo Cracco, cuoco, personaggio televisivo e gastronomo italiano (Creazzo, n. 1965)

## Danzatori(2)
- Carlo Blasis, danzatore e coreografo italiano (Napoli, n. 1795 - Cernobbio, † 1878)
- Carlo Taglioni, ballerino e coreografo italiano (Torino - Napoli, † 1812)

## Designer(5)
- Carlo Alessi, designer e imprenditore italiano (Granerolo, n. 1916 - Omegna, † 2009)
- Carlo Bonzanigo, designer italiano (Lugano, n. 1966)
- Carlo Gaino, designer italiano (Torino, n. 1957)
- Carlo Hauner, designer, architetto e pittore italiano (Brescia, n. 1927 - Isola di Salina, † 1996)
- Carlo Vivarelli, designer svizzero (Zurigo, n. 1919 - Zurigo, † 1986)

## Diplomatici(12)
- Carlo Giuseppe Beraudo di Pralormo, diplomatico e politico italiano (Torino, n. 1784 - Torino, † 1855)
- Carlo Maria Borio di Tigliole, diplomatico e giurista italiano (Tigliole, n. 1681 - Parigi, † 1764)
- Carlo Galli, diplomatico italiano (Firenze, n. 1878 - Venezia, † 1966)
- Carlo Alberto Gerbaix de Sonnaz, diplomatico e politico italiano (Nizza Marittima, n. 1839 - Roma, † 1920)
- Carlo Goddes, diplomatico francese (castello di la Perrière, † 1637)
- Carlo Alberto Ferdinando Maffei di Boglio, diplomatico e politico italiano (Torino, n. 1834 - San Pietroburgo, † 1897)
- Carlo Marullo di Condojanni, diplomatico italiano (Messina, n. 1946)
- Carlo Felice Nicolis, conte di Robilant, diplomatico, generale e politico italiano (Torino, n. 1826 - Londra, † 1888)
- Carlo Maria Oliva, diplomatico italiano (Roma, n. 1949)
- Carlo Andrea Pozzo di Borgo, diplomatico e politico italiano (Alata, n. 1764 - Parigi, † 1842)
- Carlo Senni, diplomatico e politico italiano (Roma, n. 1879 - Roma, † 1946)
- Carlo de Ferrariis Salzano, diplomatico italiano (Napoli, n. 1905 - Roma, † 1985)

## Direttori artistici(1)
- Carlo Pastore, direttore artistico e conduttore radiofonico italiano (Borgomanero, n. 1985)

## Direttori d'orchestra(6)
- Carlo Felice Cillario, direttore d'orchestra italiano (San Rafael, n. 1915 - Bologna, † 2007)
- Carlo Franci, direttore d'orchestra e compositore italiano (Buenos Aires, n. 1927 - Città della Pieve, † 2019)
- Carlo Maria Giulini, direttore d'orchestra italiano (Barletta, n. 1914 - Brescia, † 2005)
- Carlo Ponti, direttore d'orchestra italiano (Ginevra, n. 1968)
- Carlo Rizzi, direttore d'orchestra italiano (Milano, n. 1960)
- Carlo Sabajno, direttore d'orchestra italiano (Rosasco, n. 1874 - Milano, † 1938)

## Direttori della fotografia(6)
- Carlo Bellero, direttore della fotografia italiano (La Spezia, n. 1911 - Roma, † 1988)
- Carlo Carlini, direttore della fotografia italiano (Roma, n. 1929)
- Carlo Di Palma, direttore della fotografia, regista e sceneggiatore italiano (Roma, n. 1925 - Roma, † 2004)
- Carlo Montuori, direttore della fotografia italiano (Casacalenda, n. 1883 - Roma, † 1968)
- Carlo Poletti, direttore della fotografia italiano
- Carlo Varini, direttore della fotografia svizzero (Ascona, n. 1946 - Cathervielle, † 2014)

## Direttori di banda(1)
- Carlo Alberto Cappa, direttore di banda e compositore italiano (Alessandria, n. 1834 - New York, † 1893)

## Direttori di coro(1)
- Carlo Pavese, direttore di coro e compositore italiano (Torino, n. 1971)

## Direttori teatrali(2)
- Carlo Maria Badini, direttore teatrale italiano (Bologna, n. 1925 - Bologna, † 2007)
- Carlo Fontana, direttore teatrale, politico e critico teatrale italiano (Milano, n. 1947)

## Dirigenti d'azienda(11)
- Carlo Bernasconi, dirigente d'azienda e produttore cinematografico italiano (Salisburgo, n. 1943 - Milano, † 2001)
- Carlo Bozotti, dirigente d'azienda e ingegnere italiano (Noviglio, n. 1952)
- Carlo Buora, dirigente d'azienda italiano (Milano, n. 1946)
- Carlo Calenda, dirigente d'azienda e politico italiano (Roma, n. 1973)
- Carlo Castellano, manager e imprenditore italiano (Rimini, n. 1936)
- Carlo Daroda, dirigente d'azienda italiano (Terni, n. 1904 - Roma, † 1981)
- Carlo Faina, dirigente d'azienda italiano (Perugia, n. 1894 - Milano, † 1980)
- Carlo Martinato, dirigente d'azienda e divulgatore scientifico italiano (Udine, n. 1906 - Roma, † 1998)
- Carlo Ottolenghi, dirigente d'azienda italiano (Venezia, n. 1879 - Solferino, † 1945)
- Carlo Vetrugno, dirigente d'azienda italiano (Torino, n. 1950 - Milano, † 2017)
- Carlo d'Ippolito di Sant'Ippolito, dirigente d'azienda italiano (Napoli, n. 1933 - Prato, † 2022)

## Dirigenti pubblici(1)
- Carlo Fuortes, dirigente pubblico italiano (Roma, n. 1959)

## Dirigenti sportivi(15)
- Carlo Antonetti, dirigente sportivo e ex cestista italiano (Notaresco, n. 1960)
- Carlo Butti, dirigente sportivo, multiplista e discobolo italiano (Milano, n. 1891 - Milano, † 1971)
- Carlo Carli, dirigente sportivo italiano (Asiago, n. 1901 - Padova, † 1973)
- Carlo Cavanenghi, dirigente sportivo italiano (Alessandria, n. 1859 - Mantova, † 1912)
- Carlo Dani, dirigente sportivo e arbitro di calcio italiano (Torino, n. 1896 - Genova, † 1986)
- Carlo Facchini, dirigente sportivo, allenatore di calcio e calciatore italiano (Milano, n. 1920 - Milano, † 2010)
- Carlo Favale, dirigente sportivo italiano (Torino, n. 1880 - Torino, † 1932)
- Carlo Festuccia, dirigente sportivo, allenatore di rugby a 15 e ex rugbista a 15 italiano (L'Aquila, n. 1980)
- Carlo Magri, dirigente sportivo italiano (Ravarano, n. 1940)
- Carlo Montanari, dirigente sportivo italiano (Forlì, n. 1923 - Bologna, † 2012)
- Carlo Osti, dirigente sportivo e ex calciatore italiano (Vittorio Veneto, n. 1958)
- Carlo Pernat, dirigente sportivo italiano (Genova, n. 1948)
- Carlo Regalia, dirigente sportivo, allenatore di calcio e ex calciatore italiano (Lonate Pozzolo, n. 1934)
- Carlo Taldo, dirigente sportivo e ex calciatore italiano (Merate, n. 1972)
- Carlo Tavecchio, dirigente sportivo e politico italiano (Ponte Lambro, n. 1943 - Erba, † 2023)

## Dogi(2)
- Carlo Contarini, doge (Venezia, n. 1580 - Venezia, † 1656)
- Carlo Ruzzini, doge (Venezia, n. 1653 - Venezia, † 1735)

## Doppiatori(6)
- Carlo Baccarini, doppiatore e direttore del doppiaggio italiano (Forlì, n. 1930 - Roma, † 2006)
- Carlo Bonomi, doppiatore italiano (Milano, n. 1937 - Milano, † 2022)
- Carlo Cassola, doppiatore italiano (Porto Said, n. 1911 - † 1999)
- Carlo Cosolo, doppiatore, direttore del doppiaggio e dialoghista italiano (Roma, n. 1956)
- Carlo Marini, doppiatore, direttore del doppiaggio e attore italiano (Spoleto, n. 1950 - Roma, † 2019)
- Carlo Scipioni, doppiatore e direttore del doppiaggio italiano (Roma, n. 1971)

## Drammaturghi(9)
- Carlo Bertolazzi, commediografo e critico teatrale italiano (Rivolta d'Adda, n. 1870 - Milano, † 1916)
- Carlo Sigismondo Capece, drammaturgo e librettista italiano (Roma, n. 1652 - Polistena, † 1728)
- Carlo Goldoni, commediografo e scrittore italiano (Venezia, n. 1707 - Parigi, † 1793)
- Carlo Gozzi, drammaturgo e scrittore italiano (Venezia, n. 1720 - Venezia, † 1806)
- Carlo Repetti, drammaturgo e direttore teatrale italiano (Genova, n. 1947 - Genova, † 2020)
- Carlo Terron, drammaturgo, giornalista e traduttore italiano (Verona, n. 1910 - Milano, † 1991)
- Carlo Tolazzi, drammaturgo italiano (Udine, n. 1954)
- Carlo Veneziani, commediografo e sceneggiatore italiano (Leporano, n. 1882 - Milano, † 1950)
- Carlo d'Ormeville, drammaturgo, librettista e critico musicale italiano (Roma, n. 1840 - Milano, † 1924)

## Ebanisti(1)
- Carlo Bugatti, ebanista, designer e politico italiano (Milano, n. 1855 - Molsheim, † 1940)

## Economisti(15)
- Carlo Borzaga, economista italiano (Cavareno, n. 1948 - Trento, † 2024)
- Carlo Bosellini, economista e giurista italiano (Modena, n. 1764 - Modena, † 1827)
- Carlo Antonio Broggia, economista e mercante italiano (Napoli, n. 1698 - Napoli, † 1767)
- Carlo Cassola, economista italiano (Positano, n. 1879 - Varese, † 1931)
- Carlo Angelo Conigliani, economista italiano (Modena, n. 1868 - Modena, † 1901)
- Carlo Cottarelli, economista, editorialista e politico italiano (Cremona, n. 1954)
- Carlo Dell'Aringa, economista e politico italiano (Sermide, n. 1940 - Corsica, † 2018)
- Carlo Ambrogio Favero, economista italiano (Milano, n. 1962)
- Carlo Ferraris, economista, statistico e politico italiano (Moncalvo, n. 1850 - Roma, † 1924)
- Carlo Fontanelli, economista italiano (Firenze, n. 1843 - † 1890)
- Carlo Manacorda, economista italiano (Torino, n. 1940)
- Carlo Pace, economista e politico italiano (Roma, n. 1931 - Roma, † 2003)
- Carlo Ilarione Petitti di Roreto, economista e politico italiano (Torino, n. 1790 - Torino, † 1850)
- Carlo Scognamiglio, economista e politico italiano (Varese, n. 1944)
- Carlo Secchi, economista e politico italiano (Mandello del Lario, n. 1944)

## Editori(6)
- Carlo Bestetti, editore italiano (Milano, n. 1934 - Milano, † 1987)
- Carlo Cardazzo, editore, collezionista d'arte e mercante d'arte italiano (Venezia, n. 1908 - Pavia, † 1963)
- Carlo Frassinelli, editore e antifascista italiano (Alessandria d'Egitto, n. 1896 - Torino, † 1983)
- Carlo Papini, editore italiano (Genova, n. 1933 - Genova, † 2020)
- Carlo Perrone, editore italiano (Neuilly-sur-Seine, n. 1956)
- Carlo Schmidl, editore e collezionista d'arte italiano (Trieste, n. 1859 - Trieste, † 1943)

## Editori musicali(1)
- Carlo Bodro, editore musicale e organista italiano (Albiano d'Ivrea, n. 1841)

## Ematologi(1)
- Carlo Gambacorti-Passerini, ematologo e oncologo italiano (Milano, n. 1957)

## Entomologi(1)
- Carlo Emery, entomologo italiano (Napoli, n. 1848 - Bologna, † 1925)

## Esperantisti(1)
- Carlo Sarandrea, esperantista italiano (Roma, n. 1962)

## Esploratori(2)
- Carlo Bondavalli, esploratore, fotografo e canoista italiano (Reggio nell'Emilia, n. 1960)
- Carlo Piaggia, esploratore italiano (Badia di Cantignano, n. 1827 - Karkog, † 1882)

## Fantini(2)
- Carlo Brandani, fantino italiano (Taverne d'Arbia, n. 1811 - Siena, † 1888)
- Carlo Sanna, fantino italiano (Sindia, n. 1989)

## Farmacisti(1)
- Carlo Erba, farmacista e imprenditore italiano (Vigevano, n. 1811 - Milano, † 1888)

## Filantropi(1)
- Carlo Garbagnati, filantropo italiano

## Filologi(9)
- Carlo Bellini, filologo e rivoluzionario italiano (Firenze, n. 1735 - Williamsburg, † 1804)
- Carlo Boucheron, filologo classico italiano (Torino, n. 1773 - Torino, † 1838)
- Carlo Brillante, filologo classico e grecista italiano (Foggia, n. 1948)
- Carlo Ottavio Castiglioni, filologo, orientalista e numismatico italiano (Milano, n. 1784 - Cornigliano, † 1849)
- Carlo Roberto Dati, filologo e scienziato italiano (Firenze, n. 1619 - Firenze, † 1676)
- Carlo Gallavotti, filologo classico e grecista italiano (Cesena, n. 1909 - Roma, † 1992)
- Carlo Gargiolli, filologo italiano (Firenze, n. 1840 - Padova, † 1887)
- Carlo Ossola, filologo e critico letterario italiano (Torino, n. 1946)
- Carlo Vignoli, filologo e insegnante italiano (Castro dei Volsci, n. 1878 - Roma, † 1938)

## Filosofi(10)
- Carlo Antoni, filosofo, storico della filosofia e politico italiano (Senosecchia, n. 1896 - Roma, † 1959)
- Carlo Belleo, filosofo italiano (Ragusa - Padova, † 1580)
- Carlo Cafiero, filosofo e anarchico italiano (Barletta, n. 1846 - Nocera Superiore, † 1892)
- Carlo Cellucci, filosofo italiano (Santa Maria Capua Vetere, n. 1940)
- Carlo Dalla Pozza, filosofo italiano (Taranto, n. 1942 - Lecce, † 2014)
- Carlo Diano, filosofo, grecista e filologo classico italiano (Vibo Valentia, n. 1902 - Padova, † 1974)
- Carlo Lottieri, filosofo e saggista italiano (Brescia, n. 1960)
- Carlo Mazzantini, filosofo italiano (Reconquista, n. 1895 - Torino, † 1971)
- Carlo Sini, filosofo italiano (Bologna, n. 1933)
- Carlo Augusto Viano, filosofo e storico della filosofia italiano (Aosta, n. 1929 - Torino, † 2019)

## Fisarmonicisti(1)
- Carlo Venturi, fisarmonicista italiano (Castiglione dei Pepoli, n. 1943 - Bologna, † 1986)

## Fisici(14)
- Carlo Ballario, fisico italiano (La Spezia, n. 1915 - Roma, † 2002)
- Carlo Barletti, fisico italiano (Rocca Grimalda, n. 1735 - Pavia, † 1800)
- Carlo Becchi, fisico italiano (Torino, n. 1939)
- Carlo Bernardini, fisico e divulgatore scientifico italiano (Lecce, n. 1930 - Roma, † 2018)
- Carlo Castagnoli, fisico italiano (Mantova, n. 1924 - Torino, † 2005)
- Carlo Cercignani, fisico e matematico italiano (Teulada, n. 1939 - Milano, † 2010)
- Carlo Del Lungo, fisico italiano (Firenze, n. 1867 - Firenze, † 1950)
- Carlo Alfonso Guadagni, fisico italiano (n. 1722 - † 1801)
- Carlo Marangoni, fisico italiano (Pavia, n. 1840 - Firenze, † 1925)
- Carlo Matteucci, fisico, fisiologo e politico italiano (Forlì, n. 1811 - Livorno, † 1868)
- Carlo Morelli, geofisico e geodeta italiano (Trieste, n. 1917 - † 2007)
- Carlo Mussa Ivaldi Vercelli, fisico, politico e partigiano italiano (Torino, n. 1913 - Torino, † 1989)
- Carlo Rovelli, fisico, saggista e divulgatore scientifico italiano (Verona, n. 1956)
- Carlo Rubbia, fisico italiano (Gorizia, n. 1934)

## Fisiologi(2)
- Carlo Foà, fisiologo e patologo italiano (Modena, n. 1880 - Milano, † 1971)
- Carlo Livi, fisiologo e psichiatra italiano (Prato, n. 1823 - Livorno, † 1877)

## Fondisti(1)
- Carlo Favre, ex fondista italiano (Nus, n. 1949)

## Fotografi(11)
- Carlo Anadone, fotografo italiano (Casalvolone, n. 1851 - Novara, † 1941)
- Carlo Balelli, fotografo italiano (Novara, n. 1894 - Macerata, † 1981)
- Carlo Cisventi, fotografo e fotoreporter italiano (Garbagnate Milanese, n. 1929 - Milano, † 1988)
- Carlo Gajani, fotografo, pittore e incisore italiano (Bazzano, n. 1929 - Zocca, † 2009)
- Carlo Gentile, fotografo italiano (Napoli, n. 1835 - Chicago, † 1893)
- Carlo Naya, fotografo italiano (Tronzano Vercellese, n. 1816 - Venezia, † 1882)
- Carlo Orsi, fotografo italiano (Milano, n. 1941 - Bergamo, † 2021)
- Carlo Paganini, fotografo italiano (Milano, n. 1857 - Genova, † 1926)
- Carlo Ponti, fotografo e ottico svizzero (Sagno, n. 1820 - Venezia, † 1893)
- Carlo Riccardi, fotografo, fotoreporter e pittore italiano (Olevano Romano, n. 1926 - Roma, † 2022)
- Carlo Vigni, fotografo italiano (Siena, n. 1973)

## Fotoreporter(1)
- Carlo Bavagnoli, fotoreporter italiano (Piacenza, n. 1932 - Viterbo, † 2024)

## Francescani(1)
- Costantino Ruggeri, francescano, pittore e scultore italiano (Adro, n. 1925 - Merate, † 2007)

## Fumettisti(13)
- Carlo Ambrosini, fumettista italiano (Azzano Mella, n. 1954 - Milano, † 2023)
- Carlo Boscarato, fumettista e disegnatore italiano (Treviso, n. 1926 - Treviso, † 1987)
- Carlo Cedroni, fumettista italiano (Velletri, n. 1925 - Ciampino, † 2008)
- Carlo Gentina, fumettista italiano (Invorio, n. 1957)
- Carlo Leone, fumettista italiano
- Carlo Raffaele Marcello, fumettista italiano (Ventimiglia, n. 1929 - Ventimiglia, † 2007)
- Carlo Panaro, fumettista italiano (La Spezia, n. 1962)
- Carlo Pedrocchi, fumettista italiano (Milano, n. 1939)
- Carlo Peroni, fumettista italiano (Senigallia, n. 1929 - Guanzate, † 2011)
- Carlo Porciani, fumettista italiano (Viterbo, n. 1938 - Foiano della Chiana, † 2015)
- Carlo Recagno, fumettista italiano (Casale Monferrato, n. 1965)
- Carlo Rispoli, fumettista italiano (Grosseto, n. 1961)
- Carlo Santachiara, fumettista e scultore italiano (Reggiolo, n. 1937 - Bologna, † 2000)

## Funzionari(12)
- Carlo Astengo, prefetto, magistrato e politico italiano (Savona, n. 1837 - Roma, † 1917)
- Carlo Francesco Caccia, funzionario e politico italiano (Novara, n. 1789 - Torino, † 1863)
- Carlo Cataldi, prefetto e politico italiano (Catanzaro, n. 1843 - Nicastro, † 1934)
- Carlo Faraldo, prefetto e politico italiano (Mentone, n. 1818 - Torino, † 1897)
- Carlo Ferrari, prefetto e politico italiano (Genova, n. 1837 - Massa, † 1910)
- Carlo Guala, prefetto, magistrato e politico italiano (Vercelli, n. 1836 - Roma, † 1926)
- Carlo Marin, funzionario e poeta italiano (Muggia, n. 1773 - Mantova, † 1852)
- Carlo Mosca, prefetto e magistrato italiano (Milano, n. 1945 - Roma, † 2021)
- Carlo Panizzardi, prefetto e politico italiano (Torino, n. 1850 - Turro, † 1921)
- Carlo Torre, prefetto e politico italiano (Benevento, n. 1812 - Benevento, † 1889)
- Carlo Verga, prefetto e politico italiano (Vercelli, n. 1814 - Milano, † 1894)
- Carlo Verri, prefetto e politico italiano (Milano, n. 1743 - Verona, † 1823)

## Gastronomi(1)
- Carlo Petrini, gastronomo, sociologo e scrittore italiano (Bra, n. 1949)

## Geografi(3)
- Carlo Della Valle, geografo italiano (Roma, n. 1902 - Roma, † 1977)
- Carlo Errera, geografo e scienziato italiano (Trieste, n. 1867 - Bologna, † 1936)
- Carlo Antonio Litta Biumi, geografo italiano (Milano, n. 1786 - Urio, † 1858)

## Geologi(5)
- Carlo De Stefani, geologo e paleontologo italiano (Padova, n. 1851 - Firenze, † 1924)
- Carlo Doglioni, geologo italiano (Feltre, n. 1957)
- Carlo Ippolito Migliorini, geologo italiano (Bibbiena, n. 1891 - Firenze, † 1953)
- Carlo Fabrizio Parona, geologo e paleontologo italiano (Melegnano, n. 1855 - Busto Arsizio, † 1939)
- Carlo Viola, geologo italiano (Zara, n. 1855 - Bologna, † 1925)

## Gesuiti(4)
- Carlo Bovio, gesuita, poeta e scrittore italiano (Asti, n. 1614 - Roma, † 1705)
- Carlo Maria Curci, gesuita e teologo italiano (Napoli, n. 1809 - Firenze, † 1891)
- Carlo Gregorio Rosignoli, gesuita e predicatore italiano (Borgomanero, n. 1631 - Borgomanero, † 1707)
- Carlo d'Aquino, gesuita, letterato e lessicografo italiano (Napoli, n. 1654 - Roma, † 1737)

## Giavellottisti(3)
- Carlo Clemente, giavellottista italiano (Sassari, n. 1903 - Milano, † 1944)
- Carlo Lievore, giavellottista e allenatore di atletica leggera italiano (Carrè, n. 1937 - Torino, † 2002)
- Carlo Sonego, ex giavellottista italiano (Sacile, n. 1972)

## Ginecologi(1)
- Carlo Vercesi, ginecologo italiano (Montù Beccaria, n. 1887 - Milano, † 1954)

## Ginnasti(4)
- Carlo Celada, ginnasta italiano (Ferrara, n. 1884 - Milano, † 1957)
- Carlo Costigliolo, ginnasta italiano (Genova, n. 1893 - Genova, † 1968)
- Carlo Fregosi, ginnasta italiano (Savona, n. 1890 - Savona, † 1968)
- Carlo Macchini, ginnasta italiano (Ancona, n. 1996)

## Giocatori di biliardo(2)
- Carlo Cifalà, giocatore di biliardo italiano (Messina, n. 1948)
- Carlo Diomajuta, giocatore di biliardo italiano (Aversa, n. 1977)

## Giocatori di calcio a 5(1)
- Carlo Houenou, giocatore di calcio a 5 italiano (Vicenza, n. 1996)

## Giocatori di curling(2)
- Carlo Constantini, giocatore di curling italiano (Cortina d'Ampezzo, n. 1947)
- Alessandro Zisa, giocatore di curling italiano (Cortina d'Ampezzo, n. 1965)

## Giuristi(23)
- Carlo Armellini, giurista e politico italiano (Roma, n. 1777 - Saint-Josse-ten-Noode, † 1863)
- Carlo Baudi di Vesme, giurista, letterato e politico italiano (Cuneo, n. 1809 - Torino, † 1877)
- Carlo Calisse, giurista e politico italiano (Civitavecchia, n. 1859 - Roma, † 1945)
- Carlo Cardia, giurista italiano (Roma, n. 1943)
- Carlo Costamagna, giurista, politologo e politico italiano (Quiliano, n. 1880 - Genova, † 1965)
- Carlo Esposito, giurista italiano (Napoli, n. 1902 - Roma, † 1964)
- Carlo Fadda, giurista italiano (Cagliari, n. 1853 - Roma, † 1931)
- Carlo Franchi, giurista e mecenate italiano (L'Aquila, n. 1699 - Napoli, † 1769)
- Carlo Francesco Gabba, giurista italiano (Lodi, n. 1835 - Torino, † 1920)
- Carlo Felice Gambino, giurista, poeta e letterato italiano (Catania, n. 1724 - Catania, † 1801)
- Carlo Lavagna, giurista italiano (Ascoli Piceno, n. 1914 - Roma, † 1984)
- Carlo Lessona, giurista italiano (Lanzo Torinese, n. 1863 - Firenze, † 1919)
- Carlo Malinconico, giurista e avvocato italiano (Roma, n. 1950)
- Carlo Manenti, giurista italiano (San Quirico d'Orcia, n. 1860 - San Quirico d'Orcia, † 1929)
- Carlo Antonio Martini, giurista italiano (Revò, n. 1726 - Vienna, † 1800)
- Carlantonio Pilati, giurista e storico italiano (Tassullo, n. 1733 - Tassullo, † 1802)
- Carlo Ruini, giurista e diplomatico italiano (Reggio Emilia, n. 1456 - Bologna, † 1530)
- Carlo Schmid, giurista e politico tedesco (Perpignano, n. 1896 - Bad Honnef, † 1979)
- Carlo Tapia, giurista e nobile italiano (Lanciano, n. 1565 - Napoli, † 1644)
- Carlo Targa, giurista italiano (Genova, n. 1615 - Genova, † 1700)
- Carlo Emanuele Vizzani, giurista e filosofo italiano (Bologna, n. 1617 - Roma, † 1661)
- Carlo Zanchi, giurista italiano
- Carlo di Tocco, giurista italiano (Tocco)

## Glottologi(2)
- Carlo Battisti, glottologo, linguista e bibliotecario italiano (Trento, n. 1882 - Empoli, † 1977)
- Carlo Tagliavini, glottologo e linguista italiano (Bologna, n. 1903 - Bologna, † 1982)

## Grecisti(1)
- Carlo Ferdinando Russo, grecista e filologo classico italiano (Napoli, n. 1922 - Bari, † 2013)

## Hockeisti su ghiaccio(3)
- Carlo Colaiacovo, hockeista su ghiaccio canadese (Toronto, n. 1983)
- Carlo Longarini, hockeista su ghiaccio canadese (Sault Ste. Marie, n. 1939 - Sault Ste. Marie, † 2010)
- Carlo Lorenzi, hockeista su ghiaccio italiano (Agordo, n. 1974)

## Hockeisti su pista(2)
- Carlo Ciocala, hockeista su pista e allenatore di hockey su pista italiano (Novara, n. 1910 - Novara, † 1979)
- Carlo Di Benedetto, hockeista su pista francese (Noisy-le-Grand, n. 1996)

## Illustratori(4)
- Carlo Biscaretti di Ruffia, illustratore, storico e progettista italiano (Torino, n. 1879 - Ripafratta, † 1959)
- Carlo Bisi, illustratore, pittore e disegnatore italiano (Brescello, n. 1890 - Reggio Emilia, † 1982)
- Carlo Bocchio, illustratore e fumettista italiano (Tarquinia, n. 1974)
- Carlo Jacono, illustratore e pittore italiano (Milano, n. 1929 - Milano, † 2000)

## Imperatori(1)
- Carlo I d'Austria, imperatore austro-ungarico (Persenbeug, n. 1887 - Funchal, † 1922)

## Imprenditori(32)
- Carlo Antonini, imprenditore e dirigente sportivo italiano (Chiusi)
- Carlo Barbera, imprenditore italiano (Biella, n. 1911 - Biella, † 2013)
- Carlo Barsotti, imprenditore italiano (Pisa, n. 1850 - Fort Lee, † 1927)
- Carlo Benetton, imprenditore italiano (Morgano, n. 1943 - Treviso, † 2018)
- Carlo Bonomi, imprenditore e dirigente d'azienda italiano (Crema, n. 1966)
- Carlo Borsari, imprenditore italiano (Bologna, n. 1913 - Bologna, † 1997)
- Carlo Caldi, imprenditore e partigiano italiano (Omegna, n. 1917 - Verbania-Pallanza, † 2012)
- Carlo De Benedetti, imprenditore, dirigente d'azienda e editore italiano (Torino, n. 1934)
- Carlo Fabbricotti, imprenditore e politico italiano (Carrara, n. 1818 - Carrara, † 1910)
- Carlo Feltrinelli, imprenditore e banchiere italiano (Milano, n. 1881 - Milano, † 1935)
- Carlo Formenti, imprenditore italiano (Milano, n. 1926 - Desio, † 2022)
- Carlo Ginori, imprenditore e politico italiano (Firenze, n. 1851 - Monaco di Baviera, † 1905)
- Carlo Giorgini, imprenditore e politico italiano (n. 1820 - † 1899)
- Carlo Lavezzari, imprenditore, dirigente sportivo e politico italiano (Menconico, n. 1924 - Milano, † 1994)
- Carlo Lebrecht, imprenditore e politico italiano (Padova, n. 1843 - Verona, † 1907)
- Carlo Leopoldo Lualdi, imprenditore e ingegnere italiano (n. 1910 - † 1980)
- Carlo Maldini, imprenditore italiano (Bene Lario, n. 1852 - Salto, † 1926)
- Carlo Masseroni, imprenditore e dirigente sportivo italiano (Milano, n. 1891 - Sanremo, † 1957)
- Carlo De Medici, imprenditore e dirigente sportivo italiano
- Carlo Menon, imprenditore italiano (Roncade, n. 1858 - Treviso, † 1924)
- Carlo Michel, imprenditore italiano (San Salvatore Monferrato, n. 1842 - Alessandria, † 1915)
- Carlo Nervo, imprenditore e ex calciatore italiano (Bassano del Grappa, n. 1971)
- Carlo Pesenti, imprenditore, editore e ingegnere italiano (Alzano Lombardo, n. 1907 - Montréal, † 1984)
- Carlo Alessandro Puri Negri, imprenditore e dirigente d'azienda italiano (Genova, n. 1952)
- Carlo Raggio, imprenditore e politico italiano (Genova, n. 1876 - Genova, † 1926)
- Carlo Rizzetti, imprenditore e politico italiano (Torino, n. 1841 - Torino, † 1931)
- Carlo Robiglio, imprenditore e editore italiano (Torino, n. 1963)
- Carlo Sanseverino, imprenditore e politico italiano (Marcellinara, n. 1847 - Marcellinara, † 1919)
- Carlo Siber Millot, imprenditore e scrittore svizzero
- Carlo Sutermeister, imprenditore e ingegnere svizzero (Lucerna, n. 1847 - Intra, † 1918)
- Carlo Toto, imprenditore italiano (Chieti, n. 1944)
- Carlo Vichi, imprenditore e dirigente d'azienda italiano (Montieri, n. 1923 - Milano, † 2021)

## Impresari teatrali(1)
- Carlo Alberto Cappelli, impresario teatrale, editore e direttore artistico italiana (Rocca San Casciano, n. 1907 - Verona, † 1982)

## Incisori(7)
- Carlo Cainelli, incisore e pittore italiano (Rovereto, n. 1896 - Firenze, † 1925)
- Carlo Faucci, incisore italiano (Firenze, n. 1729 - Firenze, † 1784)
- Carlo Gregori, incisore italiano (Lucca, n. 1702 - Firenze, † 1759)
- Carlo Iacomucci, incisore e pittore italiano (Urbino, n. 1949)
- Carlo Lasinio, incisore e museologo italiano (Treviso, n. 1759 - Pisa, † 1838)
- Carlo Alberto Petrucci, incisore, pittore e museologo italiano (Roma, n. 1881 - Roma, † 1963)
- Carlo Raimondi, incisore e pittore italiano (Bocche di Cattaro, n. 1809 - Parma, † 1883)

## Indologi(1)
- Carlo Della Casa, indologo e storico delle religioni italiano (Torino, n. 1925 - Torino, † 2014)

## Ingegneri(34)
- Carlo Buongiorno, ingegnere italiano (Roma, n. 1930 - Bagnoregio, † 2011)
- Carlo Felice Buzio, ingegnere, inventore e imprenditore italiano (Vignale Monferrato, n. 1886 - Varese, † 1977)
- Carlo Alberto Castigliano, ingegnere e matematico italiano (Asti, n. 1847 - Milano, † 1884)
- Carlo Catani, ingegnere italiano (Firenze, n. 1852 - St Kilda, † 1918)
- Carlo Centurione Scotto, ingegnere e politico italiano (Torino, n. 1862 - Roma, † 1937)
- Carlo Ceppi, ingegnere, architetto e urbanista italiano (Torino, n. 1829 - Torino, † 1921)
- Carlo Cestelli Guidi, ingegnere italiano (n. 1906 - Roma, † 1995)
- Carlo Chiti, ingegnere italiano (Pistoia, n. 1924 - Milano, † 1994)
- Carlo Alessandro Conighi, ingegnere italiano (Trieste, n. 1853 - Udine, † 1950)
- Carlo Angelo Crova, ingegnere e dirigente pubblico italiano (Asti, n. 1862 - † 1922)
- Carlo Dell'Acqua, ingegnere e filantropo italiano (n. 1806 - Lago di Como, † 1881)
- Carlo Donegani, ingegnere italiano (Brescia, n. 1775 - Milano, † 1845)
- Carlo Esterle, ingegnere italiano (Trento, n. 1853 - Milano, † 1918)
- Carlo Ferrari, ingegnere italiano (Voghera, n. 1903 - Torino, † 1996)
- Carlo Forti, ingegnere italiano (Teramo, n. 1766 - Teramo, † 1845)
- Carlo Fossa Mancini, ingegnere italiano (Jesi, n. 1854 - Jesi, † 1931)
- Carlo Pietro Gallini, ingegnere e politico italiano (Voghera, n. 1814 - Voghera, † 1888)
- Carlo Gatto, ingegnere e imprenditore italiano (Trapani, n. 1874 - Marsala, † 1976)
- Carlo Ghega, ingegnere italiano (Venezia, n. 1802 - Vienna, † 1860)
- Carlo Lotti, ingegnere italiano (Roma, n. 1916 - Roma, † 2013)
- Carlo Paolo Marchesi, ingegnere e disegnatore italiano (Tortona, n. 1800 - Sassari, † 1840)
- Carlo Mariani, ingegnere, architetto e militare italiano (Milano, n. 1823 - Milano, † 1883)
- Carlo Maserati, ingegnere italiano (Voghera, n. 1881 - Bologna, † 1910)
- Carlo Morelli, ingegnere e militare svizzero (Pavia - Torino, † 1665)
- Carlo Bernardo Mosca, ingegnere, architetto e politico italiano (Occhieppo Superiore, n. 1792 - Rivalta di Torino, † 1867)
- Carlo Alberto Navone, ingegnere, storico e politico italiano (Busalla, n. 1842 - Genova, † 1919)
- Carlo Possenti, ingegnere e politico italiano (Milano, n. 1806 - Roma, † 1872)
- Carlo Alberto Sacchi, ingegnere italiano (Voghera, n. 1937 - † 1989)
- Carlo Savonuzzi, ingegnere italiano (Ferrara, n. 1897 - San Remo, † 1973)
- Carlo Semenza, ingegnere e alpinista italiano (Milano, n. 1893 - Venezia, † 1961)
- Carlo Sereni, ingegnere e matematico italiano (Sabbioncello San Vittore, n. 1786 - Roma, † 1868)
- Carlo Sigismondi, ingegnere, militare e politico italiano (Le Creusot, n. 1880 - Roma, † 1962)
- Carlo Vittorio Varetti, ingegnere, storico della scienza e dirigente sportivo italiano (Torino, n. 1884 - Roma, † 1963)
- Carlo Zanmatti, ingegnere italiano (Travo, n. 1896 - Roma, † 1978)

## Insegnanti(2)
- Carlo Faiani, insegnante italiano (Osimo, n. 1818 - Ancona, † 1846)
- Carlo Piantoni, insegnante italiano (Terni, n. 1925 - Roma, † 2009)

## Intagliatori(1)
- Carlo Amedeo Botto, intagliatore e religioso italiano (Torino, n. 1639 - Torino, † 1682)

## Islamisti(1)
- Carlo Alfonso Nallino, islamista e arabista italiano (Torino, n. 1872 - Roma, † 1938)

## Ispanisti(2)
- Carlo Bo, ispanista, francesista e critico letterario italiano (Sestri Levante, n. 1911 - Genova, † 2001)
- Carlo Boselli, ispanista e traduttore italiano (Milano, n. 1876 - † 1946)

## Judoka(1)
- Carlo Oletti, judoka italiano (Torino, n. 1886 - Genova, † 1964)

## Karateka(2)
- Carlo Fugazza, karateka e maestro di karate italiano (Milano, n. 1951)
- Carlo Henke, karateka italiano (Cannero Riviera, n. 1937 - Cannobio, † 2010)

## Kickboxer(1)
- Carlo Barbuto, kickboxer italiano (Venaria Reale, n. 1967)

## Latinisti(2)
- Carlo Egger, latinista e abate austriaco (Silz, n. 1914 - Paring, † 2003)
- Carlo Pascal, latinista italiano (Napoli, n. 1866 - Milano, † 1926)

## Letterati(11)
- Carlo Brognolo, letterato e poeta italiano (Mantova)
- Carlo de' Dottori, letterato, drammaturgo e librettista italiano (Padova, n. 1618 - Padova, † 1686)
- Carlo Garibaldi, letterato e medico italiano (Ne, n. 1756 - Chiavari, † 1823)
- Carlo Gualteruzzi, letterato e filologo italiano (Fano, n. 1500 - Roma, † 1577)
- Carlo Emanuele Muzzarelli, letterato e presbitero italiano (Ferrara, n. 1797 - Torino, † 1856)
- Carlo Pascale, letterato e diplomatico italiano (Cuneo, n. 1547 - Abbeville, † 1625)
- Alfonso Porro Schiaffinati, letterato e patriota italiano (Milano, n. 1798 - Sant'Albino, † 1872)
- Carlo Maria Tallarigo, letterato e presbitero italiano (Motta Santa Lucia, n. 1832 - Napoli, † 1889)
- Carlo Tenca, letterato, giornalista e politico italiano (Milano, n. 1816 - Milano, † 1883)
- Carlo Maria Ventimiglia, letterato, matematico e antiquario italiano (Palermo, n. 1570 - Palermo, † 1667)
- Carlo Ottavio di Colloredo, letterato italiano (Venezia, n. 1723 - Mantova, † 1786)

## Librettisti(2)
- Carlo Innocenzo Frugoni, librettista e poeta italiano (Genova, n. 1692 - Parma, † 1768)
- Carlo Sernicola, librettista italiano (Napoli)

## Linguisti(2)
- Carlo De Simone, linguista italiano (Roma, n. 1932 - Roma, † 2023)
- Carlo Salvioni, linguista e glottologo svizzero (Bellinzona, n. 1858 - Milano, † 1920)

## Liutai(4)
- Carlo Bergonzi, liutaio italiano (Cremona, n. 1683 - † 1747)
- Carlo Ferdinando Landolfi, liutaio italiano (Milano, n. 1715 - Baveno, † 1784)
- Carlo Raspagni, liutaio italiano (Vignate, n. 1925 - Vignate, † 1999)
- Carlo Antonio Testore, liutaio italiano (Milano, n. 1688 - † 1764)

## Logici(1)
- Carlo Toffalori, logico e matematico italiano (Firenze, n. 1953)

## Lottatori(2)
- Carlo Ponte, lottatore italiano (Genova, n. 1890 - Genova, † 1960)
- Carlo Vitrano, lottatore italiano (Palermo, n. 1938 - Palermo, † 2020)

## Lunghisti(1)
- Carlo Arrighi, lunghista italiano (Carrara, n. 1947 - † 2001)

## Mafiosi(2)
- Carlo Campanella, mafioso statunitense (Napoli, n. 1879 - New York, † 1975)
- Carlo Gambino, mafioso italiano (Palermo, n. 1902 - Massapequa, † 1976)

## Magistrati(14)
- Carlo Alemi, ex magistrato e saggista italiano (Addis Ababa, n. 1941)
- Carlo Barbaroux, magistrato e politico italiano (Torino, n. 1813 - Torino, † 1886)
- Carlo Bartolomeo Bermondi, magistrato e politico italiano (Nizza Marittima, n. 1786 - Nizza Marittima, † 1855)
- Carlo Biotti, magistrato e dirigente sportivo italiano (Milano, n. 1901 - Alassio, † 1977)
- Carlo Bon Compagni di Mombello, magistrato, pedagogista e politico italiano (Torino, n. 1804 - Torino, † 1880)
- Carlo Casini, magistrato e politico italiano (Firenze, n. 1935 - Roma, † 2020)
- Carlo De Cesare, magistrato e politico italiano (Spinazzola, n. 1824 - Roma, † 1882)
- Carlo Mazzolani, magistrato, patriota e politico italiano (Fossombrone, n. 1829 - Roma, † 1913)
- Carlo Municchi, magistrato, prefetto e politico italiano (Firenze, n. 1831 - Firenze, † 1911)
- Carlo Parisi, magistrato, giurista e poeta italiano (Macchia di Giarre, n. 1883 - Roma, † 1931)
- Carlo Persoglio, magistrato e politico italiano (Cassine, n. 1801 - Torino, † 1860)
- Carlo Pinchia, magistrato e politico italiano (Torino, n. 1802 - Torino, † 1875)
- Carlo Pinto, magistrato e politico italiano (Lecce, n. 1866 - Napoli, † 1938)
- Carlo Sandrelli, magistrato e politico italiano (Arezzo, n. 1847 - Roma, † 1923)

## Maratoneti(2)
- Carlo Airoldi, maratoneta italiano (Origgio, n. 1869 - Milano, † 1929)
- Carlo Terzer, ex maratoneta italiano (n. 1955)

## Matematici(18)
- Carlo Bonacini, matematico e fisico italiano (Modena, n. 1867 - Modena, † 1944)
- Carlo Emilio Bonferroni, matematico italiano (Bergamo, n. 1892 - Firenze, † 1960)
- Carlo Cattaneo, matematico e fisico italiano (San Giorgio Piacentino, n. 1911 - Roma, † 1979)
- Carlo Conti, matematico italiano (Legnago, n. 1802 - Padova, † 1849)
- Carlo Alberto Dell'Agnola, matematico e economista italiano (Taibon Agordino, n. 1871 - Venezia, † 1956)
- Carlo Ignazio Giulio, matematico e politico italiano (Torino, n. 1803 - Torino, † 1859)
- Carlo Felice Manara, matematico italiano (Novara, n. 1916 - Milano, † 2011)
- Carlo Minnaja, matematico, esperantista e lessicografo italiano (Roma, n. 1940)
- Carlo Miranda, matematico italiano (Napoli, n. 1912 - Napoli, † 1982)
- Ermenegildo Pini, matematico, naturalista e architetto italiano (n. 1739 - † 1825)
- Carlo Pucci, matematico italiano (Firenze, n. 1925 - Firenze, † 2003)
- Carlo Rinaldini, matematico, ingegnere militare e filosofo italiano (Ancona, n. 1615 - Ancona, † 1698)
- Carlo Rocco, matematico italiano (Bovino, n. 1799 - Napoli, † 1849)
- Carlo Rosati, matematico italiano (Livorno, n. 1876 - Pisa, † 1929)
- Carlo Sbordone, matematico italiano (Napoli, n. 1948)
- Carlo Severini, matematico italiano (Arcevia, n. 1872 - Pesaro, † 1951)
- Carlo Somigliana, matematico e fisico italiano (Como, n. 1860 - Valmorea, † 1955)
- Carlo Tolotti, matematico italiano (Mira, n. 1913 - Napoli, † 1991)

## Medici(24)
- Carlo Angela, medico, politico e antifascista italiano (Olcenengo, n. 1875 - Torino, † 1949)
- Carlo Annaratone, medico italiano (Torre Beretti, n. 1865 - Roma, † 1932)
- Carlo Assonica, medico, giurista e scrittore italiano (Bergamo, n. 1626 - Venezia, † 1676)
- Carlo Antonio Lodovico Bellardi, medico, botanico e micologo italiano (Cigliano, n. 1741 - Torino, † 1826)
- Carlo Giuseppe Bertero, medico, botanico e fisico italiano (Santa Vittoria d'Alba, n. 1789 - Oceano Pacifico, † 1831)
- Carlo Cairoli, medico e chirurgo italiano (Pavia, n. 1777 - Gropello Lomellino, † 1849)
- Carlo Matteo Capelli, medico, botanico e docente italiano (Scarnafigi, n. 1763 - Pontebba, † 1831)
- Carlo Castellani, medico italiano (Rosario, n. 1922 - Campiglia Marittima, † 2010)
- Carlo Cicognani, medico, scienziato e patriota italiano (Forlì, n. 1783 - † 1838)
- Carlo Colombo, medico e educatore italiano (Oleggio, n. 1869 - Roma, † 1918)
- Carlo De Vincentiis, medico e chirurgo italiano (Napoli, n. 1849 - Napoli, † 1904)
- Carlo Flamigni, medico e scrittore italiano (Forlì, n. 1933 - Forlì, † 2020)
- Carlo Forlanini, medico e inventore italiano (Milano, n. 1847 - Nervi, † 1918)
- Carlo Giacomini, medico, antropologo e anatomista italiano (Sale, n. 1840 - Torino, † 1898)
- Carlo Jelardi, medico e generale italiano (Pago Veiano, n. 1888 - Roma, † 1973)
- Carlo Maggiorani, medico e politico italiano (Campagnano di Roma, n. 1800 - Roma, † 1885)
- Carlo Mondini, medico e anatomista italiano (Bologna, n. 1729 - Bologna, † 1803)
- Carlo Musitano, medico, presbitero e scrittore italiano (Castrovillari, n. 1635 - Napoli, † 1714)
- Annibale Omodei, medico italiano (Cilavegna, n. 1779 - Milano, † 1840)
- Carlo Pasta, medico e politico svizzero (Mendrisio, n. 1822 - Mendrisio, † 1893)
- Carlo Poma, medico e patriota italiano (Mantova, n. 1823 - Mantova, † 1852)
- Carlo Torre, medico e criminologo italiano (Torino, n. 1946 - Lanzo Torinese, † 2015)
- Carlo Urbani, medico e microbiologo italiano (Castelplanio, n. 1956 - Bangkok, † 2003)
- Carlo Varese, medico, scrittore e storico italiano (Tortona, n. 1793 - Rovezzano, † 1866)

## Mezzofondisti(3)
- Carlo Grippo, ex mezzofondista italiano (Roma, n. 1955)
- Carlo Martinenghi, mezzofondista e siepista italiano (Baveno, n. 1893 - Milano, † 1954)
- Carlo Speroni, mezzofondista italiano (Busto Arsizio, n. 1895 - Busto Arsizio, † 1969)

## Micologi(2)
- Carlo Luciano Alessio, micologo italiano (n. 1919 - † 2006)
- Carlo Antonio Venturi, micologo italiano (Brescia, n. 1805 - † 1864)

## Microbiologi(1)
- Carlo Callerio, microbiologo e farmacologo italiano (Albonese, n. 1901 - Trieste, † 1999)

## Mineralogisti(2)
- Carlo Maria Gramaccioli, mineralogista italiano (Milano, n. 1935 - Milano, † 2013)
- Carlo Perrier, mineralogista italiano (Torino, n. 1886 - Genova, † 1948)

## Missionari(1)
- Carlo Spinola, missionario e presbitero italiano (Genova, n. 1564 - Nagasaki, † 1622)

## Monaci cristiani(1)
- Girolamo Grossi, monaco cristiano e architetto svizzero (Bioggio, n. 1749 - Arezzo, † 1809)

## Musicisti(14)
- Carlo Bertotti, musicista, compositore e produttore discografico italiano (Torino, n. 1964)
- Carlo Maria Cordio, musicista italiano (Roma, n. 1952)
- Carlo Cotumacci, musicista e compositore italiano (Villa Santa Maria - Napoli)
- Carlo Facchini, musicista e compositore italiano (Bologna, n. 1960)
- Carlo Fedeli, musicista e compositore italiano (Venezia - Venezia, † 1685)
- Carlo Innocenzi, musicista e compositore italiano (Monteleone di Spoleto, n. 1899 - Roma, † 1962)
- Carlo Karges, musicista, compositore e chitarrista tedesco (Amburgo, n. 1951 - Amburgo, † 2002)
- Carlo Ambrogio Lonati, musicista, compositore e violinista italiano (Milano)
- Carlo Marangon, musicista, compositore e cantautore italiano (Adria, n. 1945 - Prato, † 1989)
- Carlo Antonio Marino, musicista italiano (Albino, n. 1670)
- Carlo Mazzoni, musicista, compositore e paroliere italiano (Gricignano di Aversa)
- Carlo Savina, musicista, compositore e direttore d'orchestra italiano (Torino, n. 1919 - Roma, † 2002)
- Carlo Serassi, musicista italiano (Bergamo, n. 1777 - Bergamo, † 1849)
- Carlo Virzì, musicista, regista e sceneggiatore italiano (Livorno, n. 1972)

## Musicologi(4)
- Carlo Delfrati, musicologo italiano (Milano, n. 1938)
- Carlo Gatti, musicologo e critico musicale italiano (Firenze, n. 1876 - Milano, † 1965)
- Carlo Marinelli, musicologo e critico musicale italiano (Roma, n. 1926 - Roma, † 2022)
- Carlo Piccardi, musicologo, critico musicale e saggista svizzero (Astano, n. 1942)

## Naturalisti(4)
- Carlo Amoretti, naturalista, agronomo e traduttore italiano (Oneglia, n. 1741 - Milano, † 1816)
- Carlo Boni, naturalista e archeologo italiano (Modena, n. 1830 - Salsomaggiore Terme, † 1894)
- Carlo Gemmellaro, naturalista e geologo italiano (Nicolosi, n. 1787 - Catania, † 1866)
- Carlo Porro, naturalista italiano (Como, n. 1813 - Milano, † 1848)

## Navigatori(1)
- Carlo Del Greco, marinaio e militare italiano (Firenze, n. 1873 - Pelagosa, † 1915)

## Neurologi(2)
- Carlo Besta, neurologo italiano (Sondrio, n. 1876 - Milano, † 1940)
- Carlo Caltagirone, neurologo e neuroscienziato italiano (Catania, n. 1948)

## Numismatici(1)
- Carlo Kunz, numismatico italiano (Trieste, n. 1815 - Venezia, † 1888)

## Nuotatori(1)
- Carlo Piccoli, nuotatore italiano (Bussolengo, n. 1970)

## Oboisti(3)
- Carlo Besozzi, oboista e compositore italiano (Napoli, n. 1738 - Dresda, † 1791)
- Carlo Romano, oboista italiano (Roma, n. 1954)
- Carlo Yvon, oboista e compositore italiano (Milano, n. 1798 - Milano, † 1854)

## Oncologi(1)
- Carlo Maria Croce, oncologo italiano (Milano, n. 1944)

## Orafi(1)
- Carlo Giuliano, orafo italiano (Napoli, n. 1831 - † 1895)

## Organari(4)
- Carlo Aletti, organaro italiano (Varese, n. 1821 - Monza, † 1899)
- Carlo Giuliani, organaro italiano (Montegrino Valtravaglia, n. 1796 - Genova, † 1855)
- Carlo Prati, organaro italiano (Gera Lario - Trento, † 1700)
- Carlo Vegezzi Bossi, organaro italiano (Torino, n. 1858 - Frossasco, † 1927)

## Organisti(2)
- Carlo Filago, organista e compositore italiano (Rovigo, n. 1589 - Venezia, † 1644)
- Carlo Gervasoni, organista, violinista e compositore italiano (Milano, n. 1762 - Borgo Val di Taro, † 1819)

## Orientalisti(5)
- Carlo Conti Rossini, orientalista italiano (Salerno, n. 1872 - Roma, † 1949)
- Carlo Formichi, orientalista, indologo e filologo italiano (Napoli, n. 1871 - Roma, † 1943)
- Carlo Giuseppe Imbonati, orientalista italiano (Milano - † 1697)
- Carlo Puini, orientalista italiano (Livorno, n. 1839 - Firenze, † 1924)
- Carlo Valenziani, orientalista italiano (Roma, n. 1831 - Roma, † 1896)

## Ornitologi(1)
- Carlo von Erlanger, ornitologo e esploratore tedesco (Ingelheim am Rhein, n. 1872 - Salisburgo, † 1904)

## Paleografi(2)
- Carlo Alberto Garufi, paleografo italiano (Palermo, n. 1868 - Palermo, † 1948)
- Carlo Milanesi, paleografo, archivista e letterato italiano (Siena, n. 1816 - Siena, † 1867)

## Pallamanisti(1)
- Carlo Sperti, ex pallamanista italiano (Conversano, n. 1995)

## Pallanuotisti(2)
- Carlo Peretti, pallanuotista italiano (Firenze, n. 1930 - † 2018)
- Carlo Silipo, ex pallanuotista e allenatore di pallanuoto italiano (Napoli, n. 1971)

## Pallavolisti(3)
- Carlo Alberto Cova, ex pallavolista italiano (Parma, n. 1968)
- Carlo De Angelis, pallavolista italiano (Formia, n. 1996)
- Carlo Devoti, ex pallavolista e ex multiplista italiano (Ponte dell'Olio, n. 1946)

## Pallonisti(1)
- Carlo Didimi, pallonista italiano (Treia, n. 1798 - Treia, † 1877)

## Parolieri(4)
- Carlo Alberto Contini, paroliere e compositore italiano (Carpi, n. 1942)
- Carlo Rossi, paroliere e produttore discografico italiano (Roma, n. 1920 - Roma, † 1989)
- Carlo Tiochet, paroliere e scrittore italiano (Firenze, n. 1863 - Torino, † 1912)
- Carlo Tuzzi, paroliere e scrittore italiano (Firenze, n. 1863 - Torino, † 1912)

## Partigiani(11)
- Carlo Barbero, partigiano e operaio italiano (Morozzo, n. 1920 - Cuneo, † 1945)
- Carlo Campolmi, partigiano italiano (Firenze, n. 1901 - Firenze, † 1975)
- Carlo Cerini, partigiano italiano (Cuasso al Monte, n. 1921 - Innsbruck, † 1943)
- Carlo Chiesa, partigiano italiano (Torino, n. 1891 - Torino, † 1945)
- Carlo Jussi, partigiano italiano (Milano, n. 1924 - Bologna, † 1944)
- Carlo Mendel, partigiano italiano (Sestri Levante, n. 1915 - Milano, † 1943)
- Carlo Pagliarini, partigiano, politico e pedagogista italiano (Sant'Ilario d'Enza, n. 1926 - Roma, † 1997)
- Carlo Reddi, partigiano italiano (Novara, n. 1922 - Castel San Pietro Terme, † 1945)
- Carlo Salinari, partigiano e critico letterario italiano (Montescaglioso, n. 1919 - Roma, † 1977)
- Carlo Santagata, partigiano italiano (Portici, n. 1927 - Capua, † 1943)
- Carlo Zaccagnini, partigiano e avvocato italiano (Roma, n. 1913 - Roma, † 1944)

## Patriarchi cattolici(4)
- Carlo Agostini, patriarca cattolico italiano (San Martino di Lupari, n. 1888 - Venezia, † 1952)
- Carlo Belgrado, patriarca cattolico e diplomatico italiano (Udine, n. 1809 - Roma, † 1866)
- Carlo Camuzi, patriarca cattolico italiano (Tolmezzo, n. 1706 - Roma, † 1788)
- Carlo Ambrogio Mezzabarba, patriarca cattolico italiano (Pavia, n. 1685 - Lodi, † 1741)

## Patrioti(30)
- Carlo Arduini, patriota e storico italiano (Civitella del Tronto, n. 1815 - Oulens, † 1881)
- Carlo Emanuele Asinari di San Marzano, patriota e militare italiano (Torino, n. 1791 - Torino, † 1841)
- Carlo Bellerio, patriota italiano (Milano, n. 1800 - Locarno, † 1886)
- Carlo Angelo Bianco, patriota italiano (Barge, n. 1795 - Bruxelles, † 1843)
- Carlo Bonardi, patriota italiano (Iseo, n. 1837 - Calatafimi, † 1860)
- Carlo Burattini, patriota e marittimo italiano (Ancona, n. 1827 - Camerano, † 1870)
- Enrico Cairoli, patriota italiano (Pavia, n. 1840 - Roma, † 1867)
- Carlo Cattaneo, patriota, filosofo e politico italiano (Milano, n. 1801 - Lugano, † 1869)
- Carlo Cessi, patriota italiano (Pomponesco, n. 1806 - Castel Goffredo)
- Carlo Combi, patriota e saggista italiano (Capodistria, n. 1827 - Venezia, † 1884)
- Carlo De Cristoforis, patriota italiano (Milano, n. 1824 - San Fermo della Battaglia, † 1859)
- Carlo Di Rudio, patriota e militare italiano (Belluno, n. 1832 - Pasadena, † 1910)
- Carlo Gemelli, patriota, storico e letterato italiano (Messina, n. 1811 - Bologna, † 1886)
- Carlo Ghirlanda Silva, patriota italiano (Milano, n. 1825 - Milano, † 1903)
- Carlo Luigi Invernizzi, patriota italiano (Bergamo, n. 1827 - Messina, † 1908)
- Carlo Marchi, patriota italiano (Poggio Rusco, n. 1800)
- Carlo Mazzei, patriota italiano (Maratea, n. 1844 - Ponti della Valle, † 1860)
- Carlo Mazziotta, patriota italiano (Calvello, n. 1789 - Calvello, † 1822)
- Carlo Montanari, patriota italiano (Verona, n. 1810 - Belfiore, † 1853)
- Carlo Osmani, patriota italiano (Ancona, n. 1819 - Ancona, † 1900)
- Carlo Pavone, patriota italiano (Torchiara, n. 1823 - Torchiara, † 1899)
- Carlo Poerio, patriota, avvocato e politico italiano (Napoli, n. 1803 - Firenze, † 1867)
- Carlo Alberto Radaelli, patriota e militare italiano (Roncade, n. 1820 - Latisana, † 1909)
- Carlo Rinaldini, patriota e storico italiano (Ancona, n. 1824 - Ancona, † 1866)
- Carlo Romagnani, patriota, militare e giornalista italiano (Gello, n. 1821 - Capostrada, † 1897)
- Carlo Tortorella, patriota italiano (Lagonegro, n. 1844 - Palermo, † 1902)
- Carlo Valcarenghi, patriota italiano (Bozzolo, n. 1838 - Palermo, † 1860)
- Carlo Wagner, patriota e militare svizzero (Meilen, n. 1837 - Pittsburgh)
- Carlo Zanoia, patriota e scrittore italiano (Bologna - Torino, † 1927)
- Carlo Emanuele a Prato, patriota, antifascista e giornalista italiano (Trento, n. 1895 - Ginevra, † 1968)

## Pattinatori artistici su ghiaccio(1)
- Carlo Fassi, pattinatore artistico su ghiaccio italiano (Milano, n. 1929 - Losanna, † 1997)

## Pattinatori di velocità su ghiaccio(1)
- Carlo Calzà, ex pattinatore di velocità su ghiaccio italiano (Cortina d'Ampezzo, n. 1931)

## Pentatleti(1)
- Carlo Simonetti, pentatleta e dirigente sportivo italiano (San Giovanni Valdarno, n. 1903)

## Pianisti(14)
- Carlo Acton, pianista e compositore italiano (Napoli, n. 1829 - Portici, † 1909)
- Carlo Albanesi, pianista e compositore italiano (Napoli, n. 1856 - Londra, † 1926)
- Carlo Andreoli, pianista e compositore italiano (Mirandola, n. 1840 - Reggio Emilia, † 1908)
- Carlo Ballarini, pianista e compositore italiano (Milano, n. 1959)
- Carlo Boccadoro, pianista, compositore e musicologo italiano (Macerata, n. 1963)
- Carlo Cammarota, pianista, compositore e direttore d'orchestra italiano (Minturno, n. 1905 - Roma, † 1990)
- Carlo Capra, pianista e compositore italiano (Chiari, n. 1901 - Brescia, † 1965)
- Carlo Cattanei, pianista e compositore italiano (Piacenza, n. 1851 - Genova, † 1933)
- Carlo Maria Dominici, pianista italiano (Villa San Giovanni, n. 1950)
- Carlo Grante, pianista italiano (L'Aquila, n. 1960)
- Carlo Alberto Neri, pianista, direttore d'orchestra e compositore italiano (Montevarchi, n. 1950 - Arezzo, † 2025)
- Carlo Prato, pianista, compositore e direttore d'orchestra italiano (Susa, n. 1909 - Torino, † 1949)
- Carlo Vidusso, pianista italiano (Talcahuano, n. 1911 - Milano, † 1978)
- Carlo Zecchi, pianista e direttore d'orchestra italiano (Roma, n. 1903 - Salisburgo, † 1984)

## Piloti automobilistici(8)
- Carlo Mario Abate, pilota automobilistico italiano (Torino, n. 1932 - Torino, † 2019)
- Caberto Conelli, pilota automobilistico e aviatore italiano (Belgirate, n. 1889 - Belgirate, † 1974)
- Carlo Facetti, ex pilota automobilistico italiano (Cormano, n. 1935)
- Gimax, pilota automobilistico italiano (Pogliano Milanese, n. 1938 - Busto Garolfo, † 2021)
- Carlo Maria Pintacuda, pilota automobilistico italiano (Firenze, n. 1900 - Buenos Aires, † 1971)
- Carlo Salamano, pilota automobilistico italiano (Vercelli, n. 1891 - Torino, † 1969)
- Carlo Tamburini, pilota automobilistico italiano (Mantova, n. 2005)
- Carlo Felice Trossi, pilota automobilistico e nobile italiano (Biella, n. 1908 - Milano, † 1949)

## Piloti di rally(1)
- Carlo Capone, ex pilota di rally italiano (Gassino Torinese, n. 1957)

## Piloti motociclistici(3)
- Carlo Bandirola, pilota motociclistico italiano (Voghera, n. 1915 - Voghera, † 1981)
- Carlo Ubbiali, pilota motociclistico italiano (Bergamo, n. 1929 - Bergamo, † 2020)
- Carlo de Gavardo, pilota motociclistico cileno (Santiago del Cile, n. 1969 - Buin, † 2015)

## Pistard(1)
- Carlo Simonigh, pistard italiano (Torino, n. 1936 - † 2014)

## Poeti(22)
- Carlo Baccari, poeta, scrittore e giornalista italiano (Cassino, n. 1878 - Cassino, † 1978)
- Carlo Belloli, poeta e critico d'arte italiano (Milano, n. 1922 - Torino, † 2003)
- Carlo Betocchi, poeta e scrittore italiano (Torino, n. 1899 - Bordighera, † 1986)
- Carlo Bocchineri, poeta italiano (Prato, n. 1569 - † 1630)
- Carlo Bordini, poeta e storico italiano (Roma, n. 1938 - Roma, † 2020)
- Carlo Borghi, poeta, scrittore e giornalista italiano (Milano, n. 1851 - Milano, † 1883)
- Carlo Alberto Bosi, poeta e patriota italiano (Firenze, n. 1813 - Firenze, † 1886)
- Carlo Bossi, poeta e politico italiano (Torino, n. 1758 - Parigi, † 1823)
- Carlo Carabba, poeta e scrittore italiano (Roma, n. 1980)
- Carlo di Nicosia, poeta italiano
- Carlo Chiaves, poeta e giornalista italiano (Torino, n. 1882 - Torino, † 1919)
- Carlo Del Teglio, poeta italiano (Premana, n. 1926 - Lecco, † 1988)
- Alessandro Guidi, poeta e drammaturgo italiano (Pavia, n. 1650 - Frascati, † 1712)
- Carlo Invernizzi, poeta, avvocato e scrittore italiano (Milano, n. 1932 - Milano, † 2018)
- Carlo Giuseppe Orrigoni, poeta e scrittore italiano (Varese, n. 1595 - Genova, † 1656)
- Carlo Alfonso Pellizzoni, poeta e religioso italiano (Milano, n. 1734 - Solaro, † 1818)
- Carlo Pepoli, poeta, politico e librettista italiano (Bologna, n. 1796 - Bologna, † 1881)
- Carlo Porta, poeta italiano (Milano, n. 1775 - Milano, † 1821)
- Carlo Turco, poeta, filosofo e letterato italiano (Asola)
- Carlo Vallini, poeta e drammaturgo italiano (Milano, n. 1885 - Milano, † 1920)
- Carlo Villa, poeta, scrittore e saggista italiano (Roma, n. 1931)
- Carlo Zangarini, poeta, librettista e regista italiano (Bologna, n. 1873 - Bologna, † 1943)

## Politologi(1)
- Carlo Pelanda, politologo e economista italiano (Tolmezzo, n. 1951)

## Poliziotti(1)
- Carlo De Stefano, poliziotto italiano (Avellino, n. 1943)

## Presbiteri(26)
- Carlo Agnoletti, presbitero e storico italiano (Giavera del Montello, n. 1845 - Treviso, † 1913)
- Carlo Sebastiano Berardi, presbitero e avvocato italiano (Oneglia, n. 1719 - † 1768)
- Carlo Giuseppe Vespasiano Berio, presbitero e abate italiano (Genova, n. 1713 - Genova, † 1794)
- Carlo Carafa, presbitero italiano (Mariglianella, n. 1561 - Napoli, † 1633)
- Carlo Carlevaris, presbitero italiano (Cardè, n. 1926 - Torino, † 2018)
- Carlo di Sant'Andrea, presbitero olandese (Munstergeleen, n. 1821 - Mount Argus, † 1893)
- Carlo Chiavazza, presbitero, giornalista e scrittore italiano (Sommariva del Bosco, n. 1914 - † 1981)
- Carlo Corbellini, presbitero e architetto italiano
- Carlo De Cardona, presbitero e politico italiano (Morano Calabro, n. 1871 - Morano Calabro, † 1958)
- Carlo Denina, presbitero e storico italiano (Revello, n. 1731 - Parigi, † 1813)
- Carlo Dragone, presbitero e scrittore italiano (Frabosa Soprana, n. 1911 - Roma, † 1974)
- Carlo Francesco Frasconi, presbitero, archivista e storiografo italiano (Novara, n. 1754 - Novara, † 1836)
- Carlo Gnocchi, presbitero, educatore e attivista italiano (San Colombano al Lambro, n. 1902 - Milano, † 1956)
- Carlo Gozzi, presbitero e scrittore italiano (Castel Goffredo, n. 1780 - Castel Goffredo, † 1846)
- Carlo Ferdinando Lodron, presbitero italiano (Trento, n. 1663 - Trento, † 1730)
- Carlo Mazza, presbitero italiano (Lasnigo, n. 1738 - Asso, † 1808)
- Carlo di Cosimo de' Medici, presbitero e religioso italiano (Firenze - Firenze, † 1492)
- Carlo Molari, presbitero, insegnante e saggista italiano (Cesena, n. 1928 - Cesena, † 2022)
- Carlo Orazi, presbitero e missionario italiano (Castorano, n. 1673 - Castorano, † 1755)
- Carlo Antonio Pezzi, presbitero e scrittore italiano (Venezia, n. 1754 - Parigi, † 1833)
- Carlo Respighi, presbitero italiano (Roma, n. 1873 - Città del Vaticano, † 1947)
- Carlo Salerio, presbitero e patriota italiano (Milano, n. 1827 - † 1870)
- Carlo Sonzini, presbitero e giornalista italiano (Malnate, n. 1878 - Varese, † 1957)
- Carlo Sozzi, presbitero italiano (Caprino Bergamasco, n. 1752 - Burligo, † 1824)
- Carlo Steeb, presbitero tedesco (Tubinga, n. 1773 - Verona, † 1865)
- Carlo Sterpi, presbitero italiano (Gavazzana, n. 1874 - Tortona, † 1951)

## Produttori cinematografici(7)
- Carlo Caiano, produttore cinematografico e sceneggiatore italiano (Napoli, n. 1904 - Roma, † 1993)
- Carlo Degli Esposti, produttore cinematografico italiano (Bologna, n. 1953)
- Carlo Infascelli, produttore cinematografico, regista e sceneggiatore italiano (Roma, n. 1913 - Roma, † 1984)
- Carlo Lastricati, produttore cinematografico italiano (Roma, n. 1921 - Roma, † 2023)
- Carlo Macchitella, produttore cinematografico, produttore televisivo e saggista italiano (Firenze, n. 1952 - Roma, † 2023)
- Carlo Maietto, produttore cinematografico italiano (Viterbo, n. 1937)
- Carlo Ponti, produttore cinematografico italiano (Magenta, n. 1912 - Ginevra, † 2007)

## Produttori discografici(1)
- Carlo Cannella, produttore discografico e scrittore italiano (Ascoli Piceno, n. 1963)

## Produttori televisivi(1)
- Carlo Bixio, produttore televisivo italiano (Milano, n. 1941 - Milano, † 2011)

## Progettisti(2)
- Carlo Guzzi, progettista e imprenditore italiano (Milano, n. 1889 - Mandello del Lario, † 1964)
- Carlo Sciarrelli, progettista italiano (Trieste, n. 1934 - Trieste, † 2006)

## Psichiatri(1)
- Carlo Lorenzo Cazzullo, psichiatra italiano (Gallarate, n. 1915 - Milano, † 2010)

## Psicologi(2)
- Carlo Bisio, psicologo italiano (Genova, n. 1964)
- Carlo Moiso, psicologo, medico e psicoterapeuta italiano (Roma, n. 1945 - Rocca di Papa, † 2008)

## Pugili(5)
- Carlo Cavagnoli, pugile italiano (Milano, n. 1907 - Taleggio, † 1990)
- Carlo Orlandi, pugile italiano (Milano, n. 1910 - Milano, † 1983)
- Carlo Paalam, pugile filippino (Talakag, n. 1998)
- Carlo Russolillo, ex pugile italiano (Genova, n. 1957)
- Carlo Saraudi, pugile e allenatore di pugilato italiano (Civitavecchia, n. 1899 - Civitavecchia, † 1973)

## Rapper(1)
- Cro, rapper, cantante e produttore discografico tedesco (Aalen, n. 1990)

## Registi(25)
- Carlo Ausino, regista e direttore della fotografia italiano (Messina, n. 1938 - Torino, † 2020)
- Carlo Alberto Biazzi, regista, produttore cinematografico e scrittore italiano (Cremona, n. 1984)
- Carlo Borghesio, regista, sceneggiatore e montatore italiano (Torino, n. 1905 - Torino, † 1983)
- Carlo Ludovico Bragaglia, regista, sceneggiatore e fotografo italiano (Frosinone, n. 1894 - Roma, † 1998)
- Carlo Carlei, regista e sceneggiatore italiano (Nicastro, n. 1960)
- Carlo Alberto Chiesa, regista, montatore e sceneggiatore italiano (Torino, n. 1922 - Roma, † 1960)
- Carlo Cotti, regista italiano (Milano, n. 1939)
- Carlo Di Carlo, regista e critico cinematografico italiano (Bologna, n. 1938 - Roma, † 2016)
- Carlo Fineschi, regista e attore italiano (Siena, n. 1969)
- Carlo Fusco, regista, produttore cinematografico e sceneggiatore italiano (Potenza, n. 1977)
- Carlo Hintermann, regista, sceneggiatore e direttore della fotografia italiano (n. 1974)
- Carlo Lari, regista, critico teatrale e scrittore italiano (Firenze, n. 1881 - Milano, † 1958)
- Carlo Lavagna, regista e sceneggiatore italiano (Roma)
- Carlo Lizzani, regista, sceneggiatore e storico del cinema italiano (Roma, n. 1922 - Roma, † 2013)
- Carlo Lodovici, regista, sceneggiatore e attore italiano (Pistoia, n. 1912 - Parma, † 1982)
- Carlo Luglio, regista e sceneggiatore italiano (Napoli, n. 1967)
- Carlo Mazzacurati, regista, sceneggiatore e attore italiano (Padova, n. 1956 - Padova, † 2014)
- Carlo Moscovini, regista, scrittore e sceneggiatore italiano (Torino, n. 1919 - Torino, † 1986)
- Carlo Pasquini, regista e scrittore italiano (Montevarchi, n. 1956)
- Carlo Quartucci, regista, attore e scenografo italiano (Messina, n. 1938 - Roma, † 2019)
- Carlo Sarti, regista cinematografico, sceneggiatore e scrittore italiano (Budrio, n. 1962)
- Carlo A. Sigon, regista e sceneggiatore italiano (Monza, n. 1964)
- Carlo Sironi, regista italiano (Roma, n. 1983)
- Carlo Tuzii, regista, sceneggiatore e produttore televisivo italiano (Roma, n. 1931 - Roma, † 2000)
- Carlo Vanzina, regista, produttore cinematografico e sceneggiatore italiano (Roma, n. 1951 - Roma, † 2018)

## Registi teatrali(3)
- Carlo Di Stefano, regista teatrale, regista televisivo e regista radiofonico italiano (Roma, n. 1923 - Roma, † 2008)
- Carlo Emilio Lerici, regista teatrale, attore e traduttore italiano (Milano, n. 1962)
- Carlo Sciaccaluga, regista teatrale, attore e traduttore italiano (Genova, n. 1987)

## Religiosi(13)
- Carlo Ambrogio Affaitati, religioso italiano (Albogasio, n. 1625 - † 1695)
- Carlo Annoni, religioso, storico e archeologo italiano (Milano, n. 1795 - Vittuone, † 1879)
- Carlo da Sezze, religioso italiano (Sezze, n. 1613 - Roma, † 1670)
- Carlo Balić, religioso, teologo e francescano croato (Cattuni, n. 1899 - Roma, † 1977)
- Carlo Carretto, religioso italiano (Alessandria, n. 1910 - Spello, † 1988)
- Carlo Andrea Castagnola, religioso e poeta italiano (Genova, n. 1652 - Genova, † 1748)
- Carlo Crespi Croci, religioso italiano (Legnano, n. 1891 - Cuenca, † 1982)
- Carlo Girelli, religioso e poeta italiano (Brescia, n. 1730 - Brescia, † 1816)
- Carlo Gonzaga, religioso e nobile italiano (San Martino dall'Argine, n. 1597 - Bozzolo, † 1636)
- Carlo Gonzaga, religioso italiano (Mantova, n. 1692 - Roma, † 1771)
- Carlo Lodoli, religioso e teorico dell'architettura italiano (Venezia, n. 1690 - Padova, † 1761)
- Carlo Michelagnoli, religioso e dirigente pubblico italiano (Signa, n. 1795 - Figline Valdarno, † 1866)
- Carlo Torlonia, religioso italiano (Roma, n. 1798 - Roma, † 1847)

## Restauratori(1)
- Carlo Barbieri, restauratore italiano (Cavezzo, n. 1940 - Modena, † 2020)

## Rivoluzionari(2)
- Carlo Pisacane, rivoluzionario, patriota e militare italiano (Napoli, n. 1818 - Sanza, † 1857)
- Carlo Pisani Dossi, rivoluzionario, militare e nobile italiano (Pavia, n. 1780 - Milano, † 1852)

## Rugbisti a 15(10)
- Carlo Caione, ex rugbista a 15 e dirigente sportivo italiano (L'Aquila, n. 1973)
- Carlo Canna, rugbista a 15 italiano (Benevento, n. 1992)
- Carlo Checchinato, ex rugbista a 15 e dirigente sportivo italiano (Adria, n. 1970)
- Carlo Antonio del Fava, rugbista a 15 sudafricano (Umtata, n. 1981)
- Carlo Filippucci, ex rugbista a 15 italiano (Roma, n. 1991)
- Carlo Leonardi, rugbista a 15 italiano (Catania, n. 1983)
- Carlo Orlandi, ex rugbista a 15, allenatore di rugby a 15 e dirigente sportivo italiano (Piacenza, n. 1967)
- Carlo Pratichetti, ex rugbista a 15 e allenatore di rugby a 15 italiano (Roma, n. 1963)
- Carlo Raffo, rugbista a 15 italiano (n. 1905 - † 1983)
- Carlo Salmaso, ex rugbista a 15 italiano (Ponte San Nicolò, n. 1940)

## Saggisti(3)
- Carlo Curto, saggista, storico della letteratura e insegnante italiano (Pola, n. 1892 - Torino, † 1972)
- Carlo Mattogno, saggista italiano (Orvieto, n. 1951)
- Carlo Palermo, saggista, magistrato e politico italiano (Avellino, n. 1947)

## Santi(1)
- Carlo Lwanga, santo ugandese (Bulimu, n. 1865 - Namugongo, † 1886)

## Sassofonisti(2)
- Carlo Actis Dato, sassofonista e compositore italiano (Torino, n. 1952)
- Carlo Baiardi, sassofonista italiano (Sant'Angelo di Gatteo, n. 1915 - Savignano sul Rubicone, † 1997)

## Scacchisti(5)
- Carlo Cozio, scacchista italiano (Casale Monferrato, n. 1715 - Salabue, † 1780)
- Carlo D'Amore, scacchista italiano (Roma, n. 1964)
- Carlo Micheli, scacchista italiano (Brunico, n. 1946)
- Carlo Salvioli, scacchista e notaio italiano (Venezia, n. 1848 - Mirano, † 1930)
- Carlo Usigli, scacchista italiano (Correggio, n. 1812 - Firenze, † 1894)

## Sceneggiatori(2)
- Carlo Gabriel Nero, sceneggiatore e regista britannico (Londra, n. 1969)
- Carlo Veo, sceneggiatore e regista italiano (Roma, n. 1922 - Roma, † 1995)

## Scenografi(5)
- Carlo Cesarini da Senigallia, scenografo italiano (Senigallia, n. 1923 - Roma, † 1996)
- Carlo Egidi, scenografo e costumista italiano (Roma, n. 1918 - Roma, † 1988)
- Carlo Ferrario, scenografo, pittore e architetto italiano (Milano, n. 1833 - Milano, † 1907)
- Carlo Leva, scenografo e costumista italiano (Bergamasco, n. 1930 - Alessandria, † 2020)
- Carlo Tommasi, scenografo italiano (Roma, n. 1937 - Milano, † 2018)

## Schermidori(7)
- Carlo Agostoni, schermidore italiano (Milano, n. 1909 - Città del Messico, † 1972)
- Carlo Filogamo, schermidore e giornalista italiano (Torino, n. 1909 - Torino, † 2003)
- Carlo Gandini, schermidore italiano (Ferrara)
- Carlo Montano, ex schermidore italiano (Livorno, n. 1952)
- Carlo Pavesi, schermidore italiano (Voghera, n. 1923 - Milano, † 1995)
- Carlo Romanelli, schermidore italiano (n. 1955)
- Carlo Turcato, schermidore italiano (Cervignano del Friuli, n. 1921 - Padova, † 2017)

## Scialpinisti(1)
- Carlo Battel, scialpinista italiano (Bolzano, n. 1972)

## Sciatori alpini(5)
- Carlo Cerutti, ex sciatore alpino italiano (n. 1965)
- Carlo Demetz, ex sciatore alpino italiano (Selva di Val Gardena, n. 1948)
- Carlo Gerosa, ex sciatore alpino italiano (Seriate, n. 1964)
- Carlo Janka, ex sciatore alpino svizzero (Obersaxen, n. 1986)
- Carlo Senoner, ex sciatore alpino italiano (Selva di Val Gardena, n. 1943)

## Sciatori nautici(2)
- Carlo Allais, sciatore nautico italiano (Avigliana, n. 1984)
- Carlo Cassa, sciatore nautico italiano (Como, n. 1966)

## Scienziati(1)
- Carlo Desideri, scienziato italiano (Uzzano, n. 1840 - Pescia, † 1878)

## Scultori(40)
- Carlo Abate, scultore e anarchico italiano (Milano, n. 1859 - Barre, † 1941)
- Carlo Albacini, scultore e restauratore italiano (Fabriano, n. 1734 - Roma, † 1813)
- Carlo Balboni, scultore italiano (Cento, n. 1863 - Montréal, † 1947)
- Carlo Beretta, scultore italiano (Lombardia - Lombardia)
- Carlo Bonomi, scultore e pittore italiano (Turbigo, n. 1880 - Turbigo, † 1961)
- Carlo Caniggia, scultore italiano (San Michele d'Alessandria, n. 1806 - Roma, † 1852)
- Carlo Cantalamessa, scultore e medaglista italiano (Roma, n. 1909 - Roma, † 1982)
- Carlo Cerati, scultore italiano (Casalmaggiore, n. 1865 - Mantova, † 1948)
- Carlo Chelli, scultore italiano (Carrara, n. 1807 - Carrara, † 1877)
- Carlo Filippo Chiaffarino, scultore italiano (Genova, n. 1856 - Apparizione, † 1884)
- Carlo Chiodini, scultore e pittore italiano (Vittuone, n. 1933 - Vittuone, † 2010)
- Carlo D'Adamo, scultore italiano
- Carlo D'Aprile, scultore, decoratore e architetto italiano (Genova, n. 1621 - Palermo, † 1668)
- Carlo Fait, scultore italiano (Rovereto, n. 1877 - Torino, † 1968)
- Carlo Finelli, scultore italiano (Carrara, n. 1782 - Roma, † 1853)
- Carlo Fontana, scultore italiano (Carrara, n. 1865 - Sarzana, † 1956)
- Carlo Garavaglia, scultore e incisore italiano (Cuggiono, n. 1617 - Milano, † 1663)
- Carlo Lorenzetti, scultore italiano (Roma, n. 1934)
- Carlo Lorenzetti, scultore italiano (Venezia, n. 1858 - Venezia, † 1945)
- Carlo Marochetti, scultore italiano (Torino, n. 1806 - Passy, † 1867)
- Carlo Mo, scultore, incisore e scenografo italiano (Piovene Rocchette, n. 1923 - Pavia, † 2004)
- Carlo Monaldi, scultore italiano (Roma - Roma)
- Carlo Monari, scultore e patriota italiano (n. 1831 - † 1918)
- Carlo Bartolomeo Musso, scultore e decoratore italiano (Rivara, n. 1863 - Torino, † 1935)
- Carlo Nicoli, scultore italiano (Carrara, n. 1843 - Avenza, † 1915)
- Carlo Panati, scultore italiano (Macerata, n. 1850 - Roma, † 1935)
- Carlo Parlati, scultore, pittore e incisore italiano (Torre del Greco, n. 1934 - Torre del Greco, † 2003)
- Carlo Parmeggiani, scultore italiano (Bologna, n. 1850 - Bologna, † 1918)
- Max Piccini, scultore italiano (Udine, n. 1899 - Tricesimo, † 1974)
- Carlo Pizzi, scultore italiano (Milano, n. 1891 - † 1965)
- Carlo Giuseppe Plura, scultore e stuccatore svizzero (Lugano, n. 1663 - Borgo San Dalmazzo, † 1737)
- Carlo Ramous, scultore e pittore italiano (Milano, n. 1926 - Milano, † 2003)
- Carlo Bartolomeo Rastrelli, scultore, architetto e scenografo italiano (Firenze - San Pietroburgo, † 1744)
- Carlo Riccioni, scultore italiano (Frattoli di Roseto - Atri)
- Carlo e Luigi Rigola, scultore italiano (Milano, n. 1883 - Cantù, † 1949)
- Carlo Rivalta, scultore italiano (Firenze, n. 1887 - Firenze, † 1941)
- Carlo Romanelli, scultore italiano (Firenze, n. 1872 - † 1947)
- Carlo Rubatto, scultore italiano (Genova, n. 1810 - † 1891)
- Carlo Antonio Tantardini, scultore italiano (Introbio, n. 1677 - Roma, † 1748)
- Carlo Vanelli, scultore e ingegnere svizzero (Grancia - Verrua Savoia, † 1625)

## Sindacalisti(8)
- Carlo Berruti, sindacalista italiano (Torino, n. 1881 - Nichelino, † 1922)
- Carlo Donat-Cattin, sindacalista e politico italiano (Finale Marina, n. 1919 - Monte Carlo, † 1991)
- Carlo Longhini, sindacalista, scultore e storico italiano (Mantova, n. 1939 - Buscoldo, † 2013)
- Carlo Pileri, sindacalista, scrittore e numismatico italiano (Roma, n. 1953)
- Carlo Romei, sindacalista e politico italiano (Montevarchi, n. 1924 - Roma, † 1986)
- Carlo Stelluti, sindacalista e politico italiano (Busto Arsizio, n. 1944 - Busto Arsizio, † 2023)
- Carlo Tresca, sindacalista, giornalista e editore italiano (Sulmona, n. 1879 - New York, † 1943)
- Carlo Vezzani, sindacalista e politico italiano (Quistello, n. 1852 - Mantova, † 1936)

## Slittinisti(1)
- Carlo Prinoth, ex slittinista italiano (Ortisei, n. 1943)

## Sociologi(4)
- Carlo Bordoni, sociologo e scrittore italiano (Carrara, n. 1946)
- Carlo Donolo, sociologo italiano (La Spezia, n. 1938 - Roma, † 2017)
- Carlo Mongardini, sociologo e scrittore italiano (Roma, n. 1938 - Grottaferrata, † 2021)
- Carlo Trigilia, sociologo italiano (Siracusa, n. 1951)

## Sollevatori(2)
- Attilio Bescapè, sollevatore italiano (Sant'Angelo Lodigiano, n. 1910 - Milano, † 1975)
- Carlo Galimberti, sollevatore e vigile del fuoco italiano (Rosario, n. 1894 - Milano, † 1939)

## Sportivi(1)
- Carlo Mascheroni, sportivo italiano (Giussano, n. 1940)

## Stilisti(1)
- Carlo Pignatelli, stilista e imprenditore italiano (Latiano, n. 1944)

## Storici(34)
- Carlo Baldini, storico italiano (Greve in Chianti, n. 1920 - Greve in Chianti, † 2009)
- Carlo Benfatti, storico, scrittore e giornalista italiano (Poggio Rusco, n. 1939)
- Carlo Bornate, storico italiano (Gattinara, n. 1871 - Genova, † 1959)
- Carlo Botta, storico e politico italiano (San Giorgio Canavese, n. 1766 - Parigi, † 1837)
- Carlo Canavari, storico, scrittore e incisore italiano (Fabriano, n. 1895 - Fabriano, † 1981)
- Carlo Spartaco Capogreco, storico italiano (Sant'Ilario dello Ionio, n. 1955)
- Carlo Felice Casula, storico italiano (Ollolai, n. 1947)
- Carlo M. Cipolla, storico italiano (Pavia, n. 1922 - Pavia, † 2000)
- Carlo Cipolla, storico italiano (Verona, n. 1854 - Tregnago, † 1916)
- Carlo Tito Dalbono, storico, romanziere e critico d'arte italiano (Napoli, n. 1817 - Napoli, † 1880)
- Carlo De Lellis, storico e genealogista italiano
- Carlo De Nobili, storico italiano (n. 1777 - † 1831)
- Carlo Gentile, storico italiano (Imperia, n. 1960)
- Carlo Ghisalberti, storico italiano (Roma, n. 1929 - Roma, † 2019)
- Carlo Ginzburg, storico e saggista italiano (Torino, n. 1939)
- Carlo Giulietti, storico italiano (Casteggio, n. 1825 - Casteggio, † 1909)
- Carlo Greppi, storico, scrittore e curatore editoriale italiano (Torino, n. 1982)
- Carlo Maria L'Occaso, storico, poeta e patriota italiano (Castrovillari, n. 1809 - Nizza, † 1854)
- Carlo Giuseppe Londonio, storico, economista e letterato italiano (Milano, n. 1780 - Milano, † 1845)
- Carlo Magenta, storico e giornalista italiano (Pavia, n. 1837 - San Colombano al Lambro, † 1893)
- Carlo Malagola, storico italiano (Ravenna, n. 1855 - Venezia, † 1910)
- Carlo Antonio Marin, storico italiano (Orzinuovi, n. 1745 - † 1815)
- Carlo Merkel, storico italiano (Torino, n. 1862 - Pavia, † 1899)
- Carlo Guido Mor, storico italiano (Milano, n. 1903 - Cividale del Friuli, † 1990)
- Carlo Morandi, storico e politologo italiano (Suna, n. 1904 - Firenze, † 1950)
- Carlo Muletti, storico e scrittore italiano (Saluzzo, n. 1786 - Verzuolo, † 1869)
- Carlo Romeo, storico e docente italiano (Bolzano, n. 1962)
- Carlo Ruta, storico e saggista italiano (Ragusa, n. 1953)
- Carlo Schiffrer, storico italiano (Trieste, n. 1902 - Trieste, † 1970)
- Carlo Sigonio, storico italiano (Modena, n. 1523 - presso Modena, † 1584)
- Carlo Strozzi, storico e politico italiano (Firenze, n. 1587 - † 1670)
- Carlo Tenivelli, storico e poeta italiano (Torino, n. 1754 - Moncalieri, † 1797)
- Carlo Tivaroni, storico e politico italiano (Zara, n. 1843 - Venezia, † 1906)
- Carlo Troya, storico e politico italiano (Napoli, n. 1784 - Napoli, † 1858)

## Storici dell'arte(9)
- Carlo d'Arco, storico dell'arte, pittore e storico italiano (Mantova, n. 1799 - Mantova, † 1872)
- Carlo Aru, storico dell'arte italiano (Cagliari, n. 1881 - Torino, † 1954)
- Carlo Bertelli, storico dell'arte e funzionario italiano (Roma, n. 1930)
- Carlo Gamba, storico dell'arte italiano (Firenze, n. 1870 - Firenze, † 1963)
- Carlo Del Bravo, storico dell'arte italiano (San Casciano in Val di Pesa, n. 1935 - Firenze, † 2017)
- Carlo Cesare Malvasia, storico dell'arte italiano (Bologna, n. 1616 - Bologna, † 1693)
- Carlo Pedretti, storico dell'arte italiano (Casalecchio di Reno, n. 1928 - Lamporecchio, † 2018)
- Carlo Ludovico Ragghianti, storico dell'arte, critico d'arte e politico italiano (Lucca, n. 1910 - Firenze, † 1987)
- Carlo Starnazzi, storico dell'arte italiano (Arezzo, n. 1949 - Rassina, † 2007)

## Storici della filosofia(1)
- Carlo Cantoni, storico della filosofia e politico italiano (Gropello Lomellino, n. 1840 - Gropello Lomellino, † 1906)

## Storici della letteratura(1)
- Carlo Alberto Madrignani, storico della letteratura italiano (Sarzana, n. 1936 - Pisa, † 2008)

## Stuccatori(1)
- Carlo Marcellini, stuccatore, scultore e architetto italiano (Firenze, n. 1643 - Firenze, † 1713)

## Telecronisti sportivi(1)
- Carlo Gobbo, telecronista sportivo italiano (Aosta, n. 1944)

## Tenori(10)
- Carlo Baucardé, tenore italiano (Firenze, n. 1825 - Firenze, † 1883)
- Carlo Bergonzi, tenore italiano (Vidalenzo di Polesine Parmense, n. 1924 - Milano, † 2014)
- Carlo Bini, tenore italiano (Santa Maria Capua Vetere, n. 1937 - Pescia, † 2021)
- Carlo Bosi, tenore italiano (Livorno, n. 1959)
- Carlo Broccardi, tenore italiano (Milano, n. 1886 - Milano, † 1953)
- Carlo Cossutta, tenore italiano (Trieste, n. 1932 - Udine, † 2000)
- Carlo Guasco, tenore italiano (Solero, n. 1813 - Solero, † 1876)
- Carlo Negrini, tenore italiano (Piacenza, n. 1826 - Napoli, † 1866)
- Carlo Ventre, tenore uruguaiano (Montevideo, n. 1969)
- Carlo Zampighi, tenore italiano (Forlì, n. 1927 - Galeata, † 1997)

## Teologi(4)
- Carlo Antonio Casnedi, teologo e gesuita italiano (Milano, n. 1643 - Badajoz, † 1725)
- Carlo Passaglia, teologo e presbitero italiano (Lucca, n. 1812 - Torino, † 1887)
- Carlo Sernicola, teologo, poeta e oratore italiano (Napoli, n. 1659 - Napoli, † 1721)
- Carlo Truzzi, teologo italiano (Moglia, n. 1941)

## Terroristi(4)
- Carlo Cicuttini, terrorista italiano (San Giovanni al Natisone, n. 1947 - Palmanova, † 2010)
- Carlo Digilio, terrorista e collaboratore di giustizia italiano (Roma, n. 1937 - Bergamo, † 2005)
- Carlo Fioroni, ex terrorista italiano (Cittiglio, n. 1943)
- Carlo Maria Maggi, terrorista italiano (Villanova del Ghebbo, n. 1934 - Venezia, † 2018)

## Tipografi(2)
- Carlo Frigerio, tipografo, giornalista e anarchico italiano (Berna, n. 1878 - Ginevra, † 1966)
- Carlo Gastini, tipografo e poeta italiano (Torino, n. 1833 - Torino, † 1902)

## Tiratori a segno(1)
- Carlo Varetto, tiratore a segno italiano (Vergato, n. 1905 - Vergato, † 1966)

## Tiratori a volo(1)
- Carlo Alberto Lodi, tiratore a volo italiano (Carpi, n. 1936 - Grado, † 2001)

## Tiratori di fune(1)
- Carlo Schiappapietra, tiratore di fune italiano

## Traduttori(2)
- Carlo Carena, traduttore, critico letterario e insegnante italiano (Borgomanero, n. 1925 - Vacciago, † 2023)
- Carlo Cignetti, traduttore e poeta italiano (Torino, n. 1927 - Torino, † 1992)

## Tuffatori(1)
- Carlo Bonfanti, tuffatore italiano (Milano, n. 1875 - Valsassina, † 1933)

## Umanisti(2)
- Carlo Canale, umanista italiano (Mantova - Roma, † 1500)
- Carlo Marsuppini, umanista e scrittore italiano (n. 1398 - Firenze, † 1453)

## Umoristi(1)
- Carlo Turati, umorista e autore televisivo italiano (Milano, n. 1958)

## Velisti(2)
- Carlo Alberto D'Albertis, velista italiano (Voltri, n. 1906 - Genova, † 1983)
- Carlo Rolandi, velista italiano (Napoli, n. 1926 - Napoli, † 2020)

## Velocisti(7)
- Carlo Binda, velocista e calciatore italiano (Milano, n. 1897 - Lecco, † 1960)
- Carlo Boccarini, ex velocista italiano (Roma, n. 1976)
- Carlo Laverda, ex velocista italiano (Vicenza, n. 1947)
- Carlo Monti, velocista italiano (Milano, n. 1920 - Milano, † 2016)
- Carlo Occhiena, ex velocista italiano (Torino, n. 1972)
- Carlo Simionato, ex velocista italiano (Ravenna, n. 1961)
- Carlo Vittori, velocista e allenatore di atletica leggera italiano (Ascoli Piceno, n. 1931 - Ascoli Piceno, † 2015)

## Vescovi(1)
- Carlo Maria Viganò, vescovo italiano (Varese, n. 1941)

## Viaggiatori(2)
- Carlo Claudio Camillo Guarmani, viaggiatore italiano (Livorno, n. 1828 - Genova, † 1884)
- Carlo Vidua, viaggiatore italiano (Casale Monferrato, n. 1785 - Ambon, † 1830)

## Violinisti(7)
- Carlo Brighi, violinista e compositore italiano (Savignano di Romagna, n. 1853 - Forlì, † 1915)
- Carlo Caproli, violinista e compositore italiano (Roma, n. 1614 - Roma, † 1668)
- Carlo Farina, violinista e compositore italiano (Mantova - Vienna, † 1639)
- Carlo Mannelli, violinista e compositore italiano (Roma, n. 1640 - Roma, † 1697)
- Carlo Siliotto, violinista, arrangiatore e compositore italiano (Roma, n. 1950)
- Carlo Tessarini, violinista, compositore e editore italiano (Rimini - † 1766)
- Carlo Giuseppe Toeschi, violinista e compositore tedesco (n. 1731 - Monaco di Baviera, † 1788)

## Violoncellisti(2)
- Carlo Graziani, violoncellista e compositore italiano (Asti - Potsdam, † 1787)
- Carlo Alfredo Piatti, violoncellista e compositore italiano (Bergamo, n. 1822 - Mozzo, † 1901)

## Zoologi(1)
- Giuseppe Gené, zoologo e entomologo italiano (Turbigo, n. 1800 - Torino, † 1847)

## Senza attività specificata(24)
- Carlo d'Asburgo-Teschen, feldmaresciallo e scrittore austriaco (Firenze, n. 1771 - Vienna, † 1847)
- Carlo Cannella, nutrizionista italiano (Roma, n. 1943 - Roma, † 2011)
- Carlo II d'Elbeuf, duca francese (Parigi, n. 1596 - Parigi, † 1657)
- Carlo II di Lorena, duca (n. 1364 - Nancy, † 1431)
- Carlo di Blois, duca francese (Blois - Auray, † 1364)
- Carlo Colombo, ex tiratore a segno italiano (Cerro Maggiore, n. 1960)
- Carlo Dall'Oppio, vigile del fuoco e dirigente pubblico italiano (Faenza, n. 1959)
- Carlo Leone Denuelle, francese (Parigi, n. 1806 - Pontoise, † 1881)
- Farinelli, cantante castrato italiano (Andria, n. 1705 - Bologna, † 1782)
- Carlo Gonzaga, marchese (n. 1618 - † 1685)
- Carlo Massullo, ex pentatleta italiano (Roma, n. 1957)
- Carlo Melchiotti, italiano (Pompiano, n. 1839 - Brescia, † 1917)
- Carlo Missidenti, tecnico del suono italiano (Montichiari, n. 1978)
- Carlo Molfetta, ex taekwondoka italiano (Mesagne, n. 1984)
- Carlo Munier, mandolinista e compositore italiano (Napoli, n. 1859 - Firenze, † 1911)
- Carlo Noè, ingegnere idraulico italiano (Bozzole Monferrato, n. 1812 - Torino, † 1873)
- Carlo Alberto Nucci, ingegnere elettrico italiano (Bologna, n. 1956)
- Carlo Ortelli Dotti, italiano (Rovenna, n. 1810 - Barcellona, † 1876)
- Carlo Rambaldi, effettista e artista italiano (Vigarano Mainarda, n. 1925 - Lamezia Terme, † 2012)
- Carlo Scalzi, cantante castrato italiano (Voghera - Genova)
- Carlo Zendo Tetsugen Serra, monaco buddista italiano (Milano, n. 1953)
- Carlo I Tocco, conte († 1429)
- C.T., italiano (Laveno, n. 1909 - Milano, † 1983)
- Carlo III d'Alençon, conte e arcivescovo cattolico francese (n. 1337 - Lione, † 1375)